# Fiat Nuova 500
La FIAT Nuova 500, nota anche come solo Fiat 500, è un'automobile superutilitaria della casa torinese, prodotta dal luglio 1957 all'agosto 1975 e, in versione Giardiniera, fino al 1977.

## Contesto
Non appena messo in vendita, il modello "600" riscosse un successo enorme, anche grazie al diffuso ottimismo generato dal miracolo economico e al sistema rateale messo a punto dalla SAVA. Tuttavia, ancora grandi strati della popolazione italiana non avevano la potenzialità economica per acquistare un'automobile, continuando a preferire le motociclette o le neonate microvetture tipo la ISO Isetta.
Pensando a questo enorme bacino di potenziale clientela, Vittorio Valletta aveva incaricato Dante Giacosa di realizzare, contemporaneamente alla "600", un'automobile superutilitaria, i cui costi di acquisto, uso e manutenzione, potessero essere compatibili con il modesto bilancio delle famiglie operaie.

La maquette della "Nuova 500"

L'idea attorno alla quale lavorare arrivò inaspettatamente da Hans Peter Bauhof, un giovane impiegato tedesco della Deutsche-Fiat di Weinsberg che, nel 1953, inviò alla casa di Torino i disegni di una microvettura a due posti, ispirata nelle forme al celebre Maggiolino, motorizzata con un propulsore due tempi posizionato posteriormente.
Giacosa esaminò il progetto di Bauhof e bocciò immediatamente il motore. Il disegno della carrozzeria, però, gli piacque e lo schema tecnico risultava perfetto per ottenere un basso costo di produzione. Vennero allestiti i primi prototipi di forma, fino ad ottenere un eccellente Cx (coefficiente di resistenza aerodinamica) di 0,38, e contemporaneamente iniziò la progettazione del motore.
I tempi necessari per la progettazione e lo sviluppo del nuovo propulsore erano però incompatibili con l'urgenza aziendale di immettere il modello "600", ragion per cui l'operazione ebbe qualche ritardo.

## Storia e modelli dal luglio del 1957 all'agosto del 1975

Dante Giacosa tra la "Topolino" e la "Nuova 500" (in versione "L")

Soddisfatte le immediate esigenze dell'azienda, Giacosa poté finalmente dedicarsi con calma al motore della "Nuova 500".
Vennero allestite e testati prototipi a benzina a quattro tempi con due cilindri raffreddati ad aria forzata, in varie configurazioni: a camere di combustione in testa e a camere laterali, ad alberi a camme in testa e ad alberi a camme nel basamento con punterie ad aste e bilancieri, a cilindri paralleli e a cilindri contrapposti, a disposizione longitudinale e a disposizione trasversale.
La versione a cilindri contrapposti era però osteggiata dallo stesso Giacosa a causa dei costi eccessivi, mentre le altre venivano via via scartate per scarsa affidabilità o eccesso di vibrazioni. La scelta definitiva cadde sul motore longitudinale a due cilindri paralleli con camere di combustione a tetto in testa e punterie ad aste e bilancieri, due valvole per cilindro, raffreddato ad aria forzata, 479 cm³ di cilindrata, erogante 13 cv. L'unità non riuscirà mai ad essere del tutto priva di vibrazioni a causa della scelta progettuale dei pistoni affiancati; si sopperisce montando il motore a sbalzo su una piccola sospensione a molla ancorata alla traversa posteriore che diverrà una tra le caratteristiche più note della 500.
Fu un capolavoro di “economia”: il filtro dell'olio centrifugo in asse con l'albero motore permise grosse semplificazioni, e l'albero a gomiti fu realizzato in ghisa fusa cava, anziché in acciaio fucinato.
Ancora, venne sviluppata una versione del motore con i cilindri paralleli ma orizzontali (“a sogliola”) che sarà la base del progetto 110B che, realizzato dalla Autobianchi, diventerà la Bianchina, e che sarà poi affiancato dalla versione “Giardiniera” della stessa “Nuova 500”.

### La "500 N" prima serie

Una foto pubblicitaria per la "Nuova 500 N" del 1957. Alla guida Brunella Tocci, Miss Italia 1955

Il 1º luglio 1957, la "Nuova 500" venne mostrata in anteprima al Presidente del Consiglio Adone Zoli, nei giardini del Viminale. Il 2 luglio la vettura fu presentata presso il circolo Sporting di Torino, tradizionale cornice in cui la FIAT ufficializzava all'epoca le sue novità; alla serata di gala fece gli onori di casa il gotha aziendale, composto dal presidente Vittorio Valletta, dai vicepresidenti Giovanni Agnelli e Gaudenzio Bono, dal responsabile dell'ufficio stampa Luigi Pestelli, oltre a vari dirigenti e tecnici. Ad attendere le autorità, i giornalisti e le varie personalità, una cinquantina di esemplari del nuovo modello, tutti di colore grigio e accompagnati da meccanici in tuta bianca, schierati a bordo piscina e pronti per un giro di prova. Tra i molti che vollero cimentarsi alla guida della "Nuova 500", anche il campione di Formula 1 Nino Farina.
Il nome di Nuova 500 fu scelto per sottolineare la discendenza e la comunanza alla 500 "Topolino", quale automobile di minor costo della gamma FIAT, fissato a 490.000 lire, pari a circa 13 stipendi di un operaio.
L'allestimento di questa prima serie era davvero spartano anche per l'epoca, e mancavano soprattutto le cromature, tanto amate dagli italiani in quegli anni. I cerchi delle ruote, in lamiera color giallo crema, fissati con quattro bulloni a vista, erano stati appositamente concepiti per escludere la necessità di usare le coppe alle ruote, che tra l'altro montavano pneumatici di 12 pollici, fino a quel momento mai prodotti. Mancavano anche le levette del devioluci e delle frecce sul piantone dello sterzo, le luci si comandavano interamente con la chiave di accensione modello Bosch a sei posizioni (solo luci di posizione, neutra, marcia a luci spente, marcia con posizioni, marcia con anabbaglianti, marcia con abbaglianti), le frecce con una levetta trasparente che incorporava la spia di funzionamento posizionata al centro della plancia poco sopra la chiave. I vetri erano fissi tranne i due deflettori laterali apribili a compasso, senza fermo, che, a piena apertura, disturbavano l'azione delle mani sul volante: l'aria, a capote chiusa, confluiva dall'esterno esclusivamente da questi deflettori o dalle due feritoie poste sotto i fari anteriori, che, tramite due tubi nel bagagliaio, potevano immettere l'aria da due bocchette con sportellini a farfalla dislocate sotto la plancia. Dall'ottobre del 1959, tuttavia, le feritoie saranno rimpiazzate dagli indicatori di direzione frontali, per adeguare l'auto al Nuovo Codice della strada. Il tetto era costituito da un'ampia capote in tela impermeabilizzata che scendeva fino al limite del cofano posteriore e incorporava il lunotto in vinile; questa capote si apriva sostenuta da lunghi pantografi e poteva essere arrotolata. Mancava il sedile posteriore e al suo posto c'era solo una panchetta non imbottita, per via della quale la vettura venne omologata per soli due posti: questa fu una scelta ben ponderata dalla FIAT, che non aveva alcuna intenzione di scoraggiare le vendite di successo della coeva 600. I fari non avevano le future cornicette cromate. Lo sbrinatore del parabrezza era un optional. Parecchie saldature erano a vista e la tappezzeria degli interni in skai, molto povera ed essenziale.
Secondo l'uso di quegli anni, le portiere si aprivano “a vento”, erano cioè incernierate posteriormente. L'aria per il raffreddamento del motore, che assolveva anche la funzione del riscaldamento interno, era aspirata dalla presa d'aria a griglia subito sotto il lunotto posteriore. La trazione era posteriore come su quasi tutte le automobili di quel periodo e il cambio aveva quattro marce non sincronizzate più la retromarcia (innesti ad imbocco rapido). Lo schema sospensivo era quello della 600: anteriormente balestra e ammortizzatori, posteriormente ruote indipendenti con molle elicoidali coassiali agli ammortizzatori. Anche l'impianto frenante idraulico a quattro tamburi era ereditato dalla 600, ma le ganasce erano autocentranti con recupero automatico del gioco (prima auto FIAT a montare questo dispositivo). Le luci posteriori erano di forma ovale e comprendevano le luci di posizione, gli stop (rossi) e gli indicatori di direzione (arancio); i proiettori anteriori comprendevano soltanto le luci abbaglianti e anabbaglianti, mentre le posizioni anteriori erano incorporate con gli indicatori di direzione in una gemma a forma di goccia (con lampadina a doppio filamento di colore bianco) posta sui parafanghi anteriori.
La plancia era assai spartana e comprendeva: il piccolo cruscotto a palpebra, chiave di accensione e comando luci a sei posizioni, interruttore per la luce del quadro, interruttore dei tergicristalli a tre posizioni: fermo, avviato, ritorno (il ritorno automatico non c'è), deviatore a levetta trasparente per le frecce con spia incorporata. Il cruscotto incorpora tachimetro, contachilometri, spia delle luci (verde), della dinamo o generatore, della benzina e dell'olio (rosse). Sono presenti tre dischetti rossi posti in corrispondenza dei 23 km/h, 40 km/h e 65 km/h per indicare i limiti delle marce inferiori. Il fondoscala è 100 km/h. Sotto la plancia è collocato il vano portaoggetti, in lamiera. Volante, cruscotto, pomello del cambio sono di colore beige neutro. Subito dietro la leva del cambio, sul tunnel, ci sono le due levette in metallo che comandano il motorino di avviamento e l'aria, cioè l'arricchitore della miscela aria-benzina utile per le partenze a freddo.
Gli accessori disponibili a richiesta sono tre: sbrinatore del parabrezza, pneumatici con il fianco bianco e tinta Bleu Scuro 456 (gratuito).
L'accoglienza del pubblico è tuttavia piuttosto tiepida rispetto alle previsioni, se non addirittura fredda poiché, come diceva il pubblico dell'epoca a cui la vettura era indirizzata, «nessuno torna indietro». La nuova piccola vettura appare troppo spartana agli occhi dei più, ormai usi alla vista delle luccicanti cromature che adornano le altre automobili. Il cliente-tipo ipotizzato dall'azienda è il vecchio proprietario di "Topolino" e chi usa piccole motociclette per gli spostamenti quotidiani, tanto che nella parata inaugurale partita dagli stabilimenti Mirafiori le nuove 500 sfilano davanti a una Gilera Saturno del 1956 con marmitta Abarth, motocicletta assai famosa in quegli anni e di prezzo paragonabile. Molti di questi vedono però di mal occhio i soli due posti e la giudicano troppo costosa rispetto alla sorella maggiore: meglio accantonare qualche soldo in più e acquistare la 600. Anche le prestazioni sono motivo di critica, il motore è poco elastico, la potenza modesta, la velocità massima un po' troppo bassa, il motore bicilindrico vibra troppo ai bassi regimi ed è troppo rumoroso agli alti.
Basterebbe forse poco di più per accontentare la clientela, e l'azienda corre ai ripari. Nel settembre dello stesso anno esce una versione lievemente revisionata, con l'aggiunta alla lista degli optional delle coppe ruota cromate, ma non basta. Si pensa allora a un aggiornamento sostanzioso e si lavora sia sul motore sia sull'allestimento. Il primo viene rivisto nel carburatore (Weber 24IMB2) nella fasatura e nell'alzata delle valvole migliorandone l'erogazione ed elevandone la potenza alla soglia dei 15 CV a 4 000 giri al minuto, il secondo si arricchisce di molti dettagli ritenuti irrinunciabili come le modanature cromate sulle fiancate e i finestrini discendenti. La velocità massima sale a 90 km/h.
A partire dal novembre 1957 la Nuova 500 viene quindi commercializzata in due versioni: Economica (quella della presentazione, venduta a 465 000 lire anziché 490 000) e Normale, con l'allestimento migliorato descritto sopra (venduta a 490.000 lire). Caso unico nella storia dell'automobile, i proprietari delle Nuova 500 Economica vendute prima del lancio della Normale, ricevono la differenza di 25.000 lire tramite assegno e vengono invitati presso le Stazioni di Servizio autorizzate FIAT per l'aggiornamento gratuito del motore.
È importante osservare che la Nuova 500 economica non fu la prima Nuova 500 prodotta. Questo ruolo spetta alla cosiddetta prima serie che restò in produzione solo tre mesi: dal luglio 1957 al settembre 1957. Il nome ufficiale della prima serie è semplicemente Nuova 500; le serie successive conservano questo nome ma gli affiancano una denominazione esplicativa (Economica, Normale, America, Sport, Giardiniera D, Giardiniera F e Giardiniera Autobianchi, D, F, L, R; nelle varianti trasformabile e tetto apribile) quasi mai indicata sul corpo della vettura in modo chiaro ed inequivocabile.

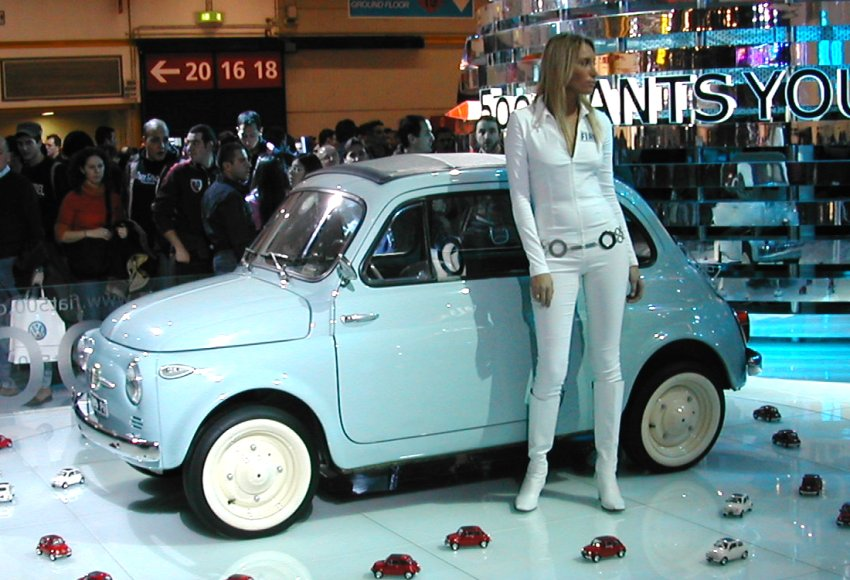
Una delle prime Fiat 500 al Motorshow di Bologna del 2006

Per questi motivi un esemplare originale della prima serie è oggi di eccezionale rarità e valore economico.

### La "500 N Economica"
La spartana Nuova 500 presentata in luglio, nel novembre del medesimo anno, per il Salone di Torino subisce alcune modifiche: prima fra tutte il nome, che diventa "Fiat Nuova 500 Economica". È quasi identica alla prima serie, ma il motore sviluppa 15 CV a 4200 giri/min e presenta alcuni piccoli dettagli rivisti, tra i quali il fermo di apertura per i deflettori e i finestrini discendenti. Raggiunge i 90 km/h.
- Codice telaio: Fiat 110 berlina 500
- Codice motore: 110.000

### La "500 N Normale"
Frutto dello sdoppiamento della gamma per aumentare la richiesta dal pubblico, viene presentata al salone di Torino.
Equipaggiata con il 479 cm³ da 15 CV a 4000 giri, tocca i 90 km orari. La dotazione di serie è ora più ricca e offre fari anteriori con cornici in alluminio, sporgenti, alette parasole, profili in alluminio sul cofano anteriore e modanature sulle fiancate, coppe in alluminio lucidato copricerchi, finestrini anteriori discendenti, deflettori con il fermo d'apertura, sedile posteriore imbottito, comandi delle frecce e delle luci a levetta sul piantone dello sterzo, al posto del deviatore per le frecce a centro plancia viene messa la relativa spia. Compare la scritta identificativa "Nuova 500" sul cofano posteriore. Il prezzo è fissato ancora alle 490.000 lire della prima serie ma l'allestimento è ora più completo.
Con questa vettura inizia il boom della 500 che culminerà negli anni sessanta con le versioni D e F. La piccola automobile piace, le vendite salgono con rapidità e diviene un fenomeno sociale al pari della 600 o forse più. C'è chi l'acquista perché non può permettersi altro, e c'è chi la compra perché può permettersi tutto.
- Codice telaio: Fiat 110
- Codice motore: 110.000

### La "500 Sport"
Per migliorare le vendite, fino ad allora un po' stagnanti, della Nuova 500, nel 1958 per offrire una vettura con più brio agli appassionati viene lanciata la Nuova 500 Sport, nelle versioni "Berlina" e "Berlina Tetto Apribile". Quest'ultima è la prima 500 a montare il mezzo tetto in tela, adottato poi a partire dalla Nuova 500 Tetto Apribile.

La Fiat Nuova 500 Sport prima serie con tetto rigido

Le modifiche sono numerose e riguardano motore e carrozzeria. La Sport si riconosce subito per il tetto in metallo rigido, percorso da nervature e la caratteristica livrea bicolore bianca con la fascia rossa che percorre l'intera fiancata all'altezza della linea di cintura e cerchi rossi. Il motore vede aumentare la cilindrata che passa da 479 cm³ a 499,5 cm³, nuovo albero a camme in acciaio con diversa fasatura, condotti di aspirazione lucidati, molle delle valvole rinforzate, rapporto di compressione aumentato; monta carburatore Weber 26 IMB2 con getto principale e tubo di Venturi di diametri lievemente maggiori. La potenza sale a 21,5 CV e la velocità massima supera i 105 km/h, grazie anche a un diverso rapporto al ponte 8/39, adottato in seguito anche sulla 500 R. Questo motore sarà in seguito adottato, un po' rivisto e addolcito, anche sulle versioni D, F, L e sulla Autobianchi Bianchina Special. Il prezzo è fissato a 560 000 lire.
Poco dopo viene allestita anche in versione tetto apribile, con la capote ridotta e i cerchi color argento. Il prezzo è inferiore alla versione tetto rigido, solo 495.000 lire, perché in quegli anni il costo di produzione delle automobili era legato quasi solo alla quantità di lamiera utilizzata.
All'interno la Nuova 500 Sport differiva dalle altre versioni solo per il cruscotto. Era infatti uguale nella forma, ma con scala 0-20-40-60-80-100-120 km/h e circolini rossi dei limiti di velocità posti a 30, 50 e 75 km/h, a causa del rapporto al ponte più lungo. Questa scala tachimetrica sarà riutilizzata anche sulla 500 R, che monterà lo stesso cruscotto (forma identica ma di colore nero), in quanto aveva lo stesso rapporto al ponte.
Già nei primi mesi dopo il lancio iniziano i primi riscontri sportivi: la 500 Sport vince molte gare, tra cui la famosa 12 Ore di Hockenheim del 1958 dove si classifica ai primi quattro posti nella categoria fino a 500 cm³, e accresce l'interesse del pubblico verso l'intera gamma come sperato dall'azienda.
- Numero di esemplari prodotti: sconosciuto, avendo il numero di serie in comune con le altre versioni
- Codice telaio: Fiat 110 Berlina 500
- Codice motore: 110.004

### La "500 Trasformabile" e la "500 Tetto apribile"
Nel 1959 la 500 viene omologata per quattro posti veri e presentata al salone di Ginevra in due nuovi modelli: la Nuova 500 Trasformabile, che presenta ancora l'allestimento della Economica e la capote fino al cofano motore e la Nuova 500 Tetto apribile, che riprende l'allestimento della Normale e il mezzo tetto apribile della Sport. Finalmente il pianale viene modificato sotto i sedili anteriori, dove vengono ricavati i pozzetti per i piedi degli occupanti posteriori, viene montato un sedile posteriore imbottito e viene omologata per 4 persone.
Conseguentemente alla maggiore portata, il retrotreno viene irrobustito. Il motore è rivisto e la potenza sale a 16,5 cv, la velocità massima raggiunge i 95 km/h.
Anche i prezzi cambiano: la trasformabile è offerta a 395 000 lire, la tetto apribile a 435 000 lire.
Nell'ottobre dello stesso anno la gamma si adegua al Nuovo Codice della strada. I fanali posteriori (montati anche sulla 600 D), più grandi e modificati con l'aggiunta di catadiottri, le prese d'aria a griglia sotto i fari sono eliminate e al loro posto appaiono gli indicatori di direzione frontali che svolgono anche ruolo di luci di posizione. Le lucciole cambiano forma, rotonde anziché a goccia.
- Codice telaio: Fiat 110 Berlina 500
- Codice motore: 110.000

### La "500 America"
Dal dicembre del 1957 le 500 vennero anche importate negli Stati Uniti via mare con l'Italterra suscitando molta curiosità e forte simpatia presso il pubblico americano, per le loro minime dimensioni e per il rumore del piccolo motore bicilindrico raffreddato ad aria. Rispetto alle versioni destinate al mercato interno e più in generale europeo, le Nuova 500 Normale, Sport, D e Jolly esportate negli Stati Uniti avevano grossi fanali anteriori, che davano ai loro musetti una simpatica aria da ranocchia, che in realtà servivano per rispettare l'altezza minima del fascio luminoso imposta dalle leggi sulla circolazione negli USA.
Un'altra caratteristica dei fari americani era la costruzione cosiddetta "sealed beam", cioè la classica lampadina sfilabile alla quale siamo abituati in Europa, ma con il corpo stesso del faro, ovviamente del tipo sigillato, che fungeva da ampolla con il filamento annegato direttamente nella parabola. Cambiarono anche le luci posteriori, che inizialmente furono dotate di un supporto per alloggiare i fanaletti inglesi Lucas omologati per gli USA, quindi fanaletti italiani appositamente costruiti e omologati.
Diversi e più grandi erano pure gli indicatori di direzione. Quelli davanti tondi e disposti sopra le griglie della ventilazione interna, erano realizzati anch'essi secondo le norme americane, tuttavia qualche anno dopo apparvero pure sui modelli italiani con disegno molto simile, ma in posizione diversa.
Oltre la fanaleria, le Fiat 500 "tipo America" avevano altre modifiche richieste dall'utenza americana, come la scala del tachimetro-contachilometri in miglia, le scritte delle spie in inglese e i paraurti di dimensioni maggiori e dotati di rostri, per resistere a piccoli urti, dato che già allora gli automobilisti d'oltre Oceano avevano l'abitudine di manovrare "a spinta" nei parcheggi.
Comunque l'interesse svanì presto e le importazioni cessarono nel 1961.

### La "500 Giardiniera (G)" e "Commerciale"
Il 1960 è un anno ricco di novità per l'intera gamma e vede la nascita della Giardiniera e della versione D.
Già da qualche tempo si avvertiva la mancanza della vecchia "Topolino Giardiniera Belvedere", ciò che oggi chiameremmo station wagon o familiare. Il problema è serio perché l'ingombro del motore impedisce la costruzione di un vano di carico allungato. Ancora una volta il genio del progettista, Dante Giacosa, escogita una soluzione di grande interesse tecnico: il motore a sogliola, che può essere alloggiato interamente sotto il pianale di carico. Nel maggio del 1960 nascono così le versioni "Giardiniera" e "Commerciale", quest'ultima caratterizzata dall'assenza di superfici vetrate posteriori, anche denominata "Furgoncino".
In sostanza i cilindri vengono abbattuti di lato e resi orizzontali, il convogliatore dell'aria viene modificato per avvolgere il nuovo propulsore e la ventola centrifuga è rimpiazzata da una ventola radiale. La presa d'aria è sostituita da due prese d'aria a colonna incorporate nei montanti posteriori. La cilindrata è la stessa del motore che equipaggia la 500 Sport, però potenza ed erogazione vengono ingentilite per adattarsi al diverso impiego. Il propulsore eroga 17,5 cv e la vettura raggiunge i 95 km/h.
Questo motore venne utilizzato anche sulla Autobianchi Bianchina Panoramica, che si affianca alla 500 Giardiniera rivolgendosi però ad un pubblico alla ricerca di vetture più ricercate ed eleganti.
La carrozzeria è rivista radicalmente. La nuova versione adotta la stessa carrozzeria della berlina fino al termine delle portiere anteriori, quindi anch'esse con apertura controvento, e si allunga poi verso il posteriore con forma più squadrata. La coda è del tutto nuova e squadrata, al posto del cofano motore c'è il portellone posteriore incernierato di lato e apribile come una portiera. Il passo si allunga di 10 cm. I finestrini posteriori sono rettangolari e scorrevoli. I fanalini hanno la parte superiore a goccia, la luce della targa è diversa. Il tetto è rigido solo in parte e ricompare una capote molto allungata. Sospensioni e impianto frenante sono irrobustiti per via del maggior peso e del carico trasportabile, ceppi e tamburi derivano da quelli usati sulla 600. Lo schienale del sedile posteriore è abbattibile per formare un lungo vano di carico, inizialmente non piano per via dell'angolo residuo; in seguito fu reso del tutto piano grazie alla più sottile imbottitura adottata per lo schienale.
Le dimensioni sono maggiori rispetto alla berlina: la Giardiniera è lunga 3,185 metri (21,5 cm in più) e alta 1,354 metri (2 cm in più). La 500 Giardiniera dal marzo all'ottobre 1960 riprende la meccanica della Nuova 500 Tetto Apribile (serbatoio carburante allungato). Dall'ottobre 1960 al marzo 1965 segue la Nuova 500 D e tutte le migliorie introdotte su questa nel corso della produzione (serbatoio a cubetto). All'interno spia delle frecce (sopra al commutatore d'accensione) e spia dei proiettori a piena luce (a sinistra del cruscotto). Levette di starter e avviamento in fusione con pomello di plastica. Coppe ruota bombate. Dal 1961 imbottitura sotto alla plancia (la vettura infatti, contrariamente alla versione berlina, nasce provvista di lavavetro al suo debutto). Dal 1964 tergicristallo con ritorno automatico (come la berlina), balestra anteriore con sei lame invece di cinque e moulure sulle fiancate al filo delle maniglie più corte nella parte posteriore.
Dal marzo 1965 al gennaio 1967 segue il modello Nuova 500 F. È caratterizzata da serbatoio da 22 litri e forma allungata, eliminazione delle cromature sul cofano e sulle fiancate all'altezza delle maniglie (rimangono quelle sui sottoporta) e coppe ruote meno bombate (tipo Fiat 850). All'interno l'impostazione è la stessa della berlina "F": cruscotto con scala 0-20-40-60-80-100-120 km/h, scritta "Generat." anziché "Dinamo" sulla spia del generatore, spie abbaglianti a destra del cruscotto e frecce a sinistra, interruttori luce quadro, luci e tergicristallo allineati. Nuovo motorino tergicristallo (più battute al minuto). Reggispinta della frizione a sfere anziché in grafite.

#### La versione Autobianchi della Giardiniera
Nel febbraio 1968 l'Autobianchi entra totalmente nell'orbita Fiat, e la produzione della 500 Giardiniera viene trasferita definitivamente a Desio (MB): per il mercato italiano la denominazione diventa "Autobianchi Giardiniera 500".
Cambia il frontale, che riprende quello della Bianchina, mentre prima era quello delle 500 D e F; all'interno il volante e il cruscotto sono quelli che verranno poi montati sulla 500 R, neri.
A partire dal 1972 i vetri posteriori scorrevoli verranno soppiantati da quelli con l'apertura a compasso mentre le grigliette di aerazione del motore poste sui montanti posteriori verranno montate in plastica anziché in alluminio.
Dal 1974 al 1977 cambia il frontale (con fregio Autobianchi realizzato sugli attacchi di quello della Fiat 500 R) ed i finestrini posteriori, con apertura a compasso oppure fissi.
Della giardiniera viene prodotta una variante chiamata Furgoncino 500. Offre i due soli posti anteriori e vano di carico più spazioso grazie alla mancanza del sedile posteriore. I finestrini posteriori e la capote sono sostituiti da parti rigide in lamiera. Il tetto è irrobustito da quattro nervature e dietro ai sedili anteriori viene aggiunto un vano a pozzetto coperto da un coperchio in lamiera a filo del vano di carico.

- Prezzo: 565.000 lire
- Codice telaio: Fiat 120 (denominazioni: Nuova Fiat 500 Giardiniera, Autobianchi Bianchina Giardiniera, Autobianchi Giardiniera)
- Codice motore: 120.000

### La "500 D"

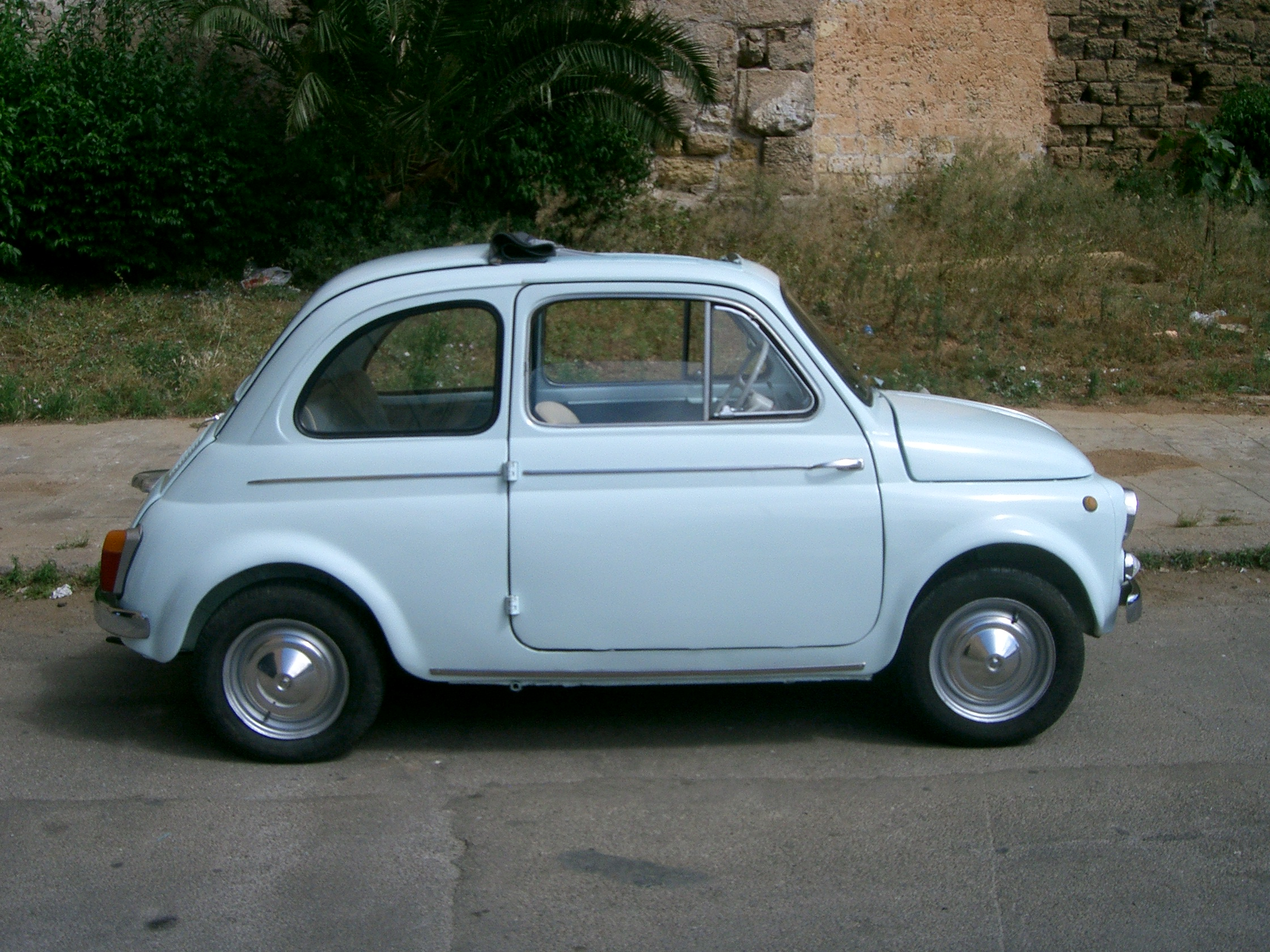
Una FIAT Nuova 500 D del 1963. Sono ben visibili le portiere incernierate posteriormente, le coppe e le modanature lungo le fiancate in alluminio lucidato, il tetto posteriore in lamiera e imbullonato, per consentirne la rimozione e la sostituzione con il telo capote lungo, tipo 500 N. Sulla carta di circolazione, infatti, la 500 D riporta la dicitura "trasformabile"

Nell'ottobre del 1960, poco dopo la Giardiniera, viene presentata una versione molto rinnovata della berlina, la Nuova 500 D. Sostituisce tutti i modelli precedenti, compresa la Sport. Da ora non esistono più le varianti tetto apribile e trasformabile in quanto l'omologazione OM 1146 riporta unicamente e misure della capote apribile fino a metà tetto. Nonostante l'altra metà sia un pezzo di lamiera rimovibile, non è possibile montare la capote lunga come sulla 500 N Economica in quanto il traversino che divide il tetto dalla capote è parte della struttura e in caso di rimozione, non è più possibile circolare su strada; tutto è unificato nella nuova versione D che, con la Giardiniera, costituisce la gamma 1960 della Fiat Nuova 500.

Uno tra i più noti cartelloni pubblicitari dell'epoca per la FIAT 500 D

Deriva in modo diretto dalla 500 tetto apribile di cui accoglie le ultime innovazioni del 1959 ma adotta il propulsore di 499,5 cm³ della 500 Sport, ingentilito nell'erogazione e nella potenza massima per erogare 17,5 CV a 4400 giri al minuto anziché i 21 CV originali, tramite anche l'adozione di un diverso carburatore (Weber 24IMB) per ridurre le emissioni.
È omologata per quattro persone. L'allestimento di serie si arricchisce di qualche dettaglio: divanetto posteriore meglio imbottito e con lo schienale ribaltabile al fine di creare un utile piano di carico; bordo del sottoplancia imbottito per attutire eventuali urti con le ginocchia; spie di lampeggiatori e abbaglianti a sinistra del cruscotto (con luminosità ad intensità regolabile); accensione della luce di cortesia interna all'apertura della porta lato guidatore; serbatoio a cipolla (capacità da 21 litri), posizionato solo sul lato guida per favorire le dimensioni del bagagliaio anteriore; cuscinetti paratesta su entrambe le colonne interne posteriori per i passeggeri del divanetto.
La scatola del filtro dell'aria non è più chiusa con tre bulloni, ma con due più pratici galletti a pressione. Come optional sono ancora disponibili gli pneumatici a fianchi bianchi e l'autoradio. La velocità massima raggiunge i 95 km/h, come la Giardiniera.
Nel corso del 1961 vengono offerte di serie le alette parasole imbottite, il posacenere al centro della plancia, il lavavetro manuale a pompetta, la luce di cortesia ad accensione automatica comandata dalla portiera lato guida. Nel 1964 i tergicristalli divengono a ritorno automatico, le modanature sulle fiancate all'altezza delle maniglie diventano un po' più corte nella parte posteriore e la balestra anteriore è a sei lame invece di cinque.

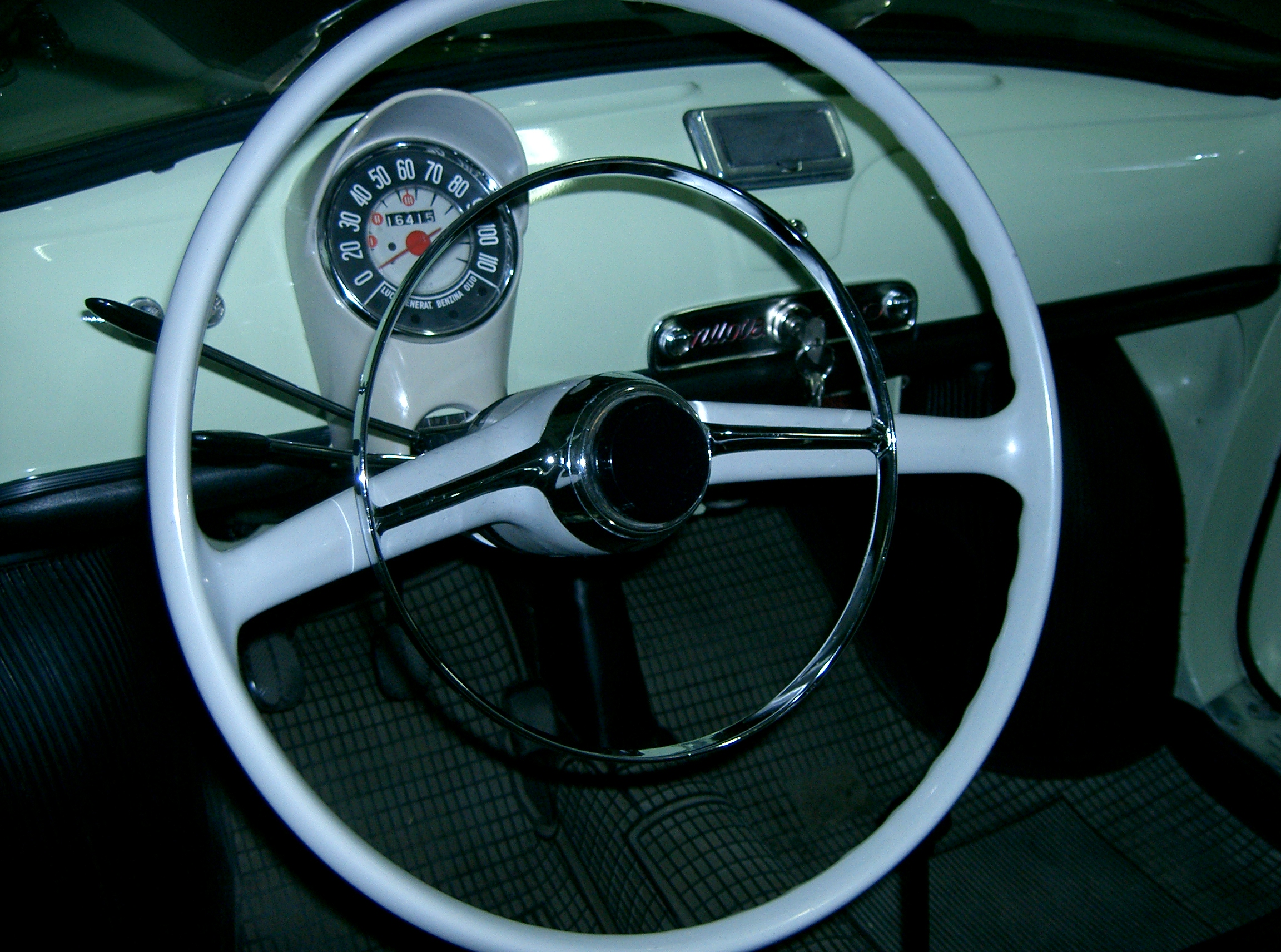
Il servoclacson (o anello clacson), ideato dai fratelli Vitaloni di Torino e applicato sul volante di una FIAT 500 D del 1964. Un accessorio che rispecchiava il gusto comune degli anni '50 e '60, per le cromature e i dettagli estetici

Accessori dell'epoca, diffusi e prodotti anche al di fuori della FIAT, erano: il servoclacson o anello clacson, prodotto dai Fratelli Vitaloni di Torino (per consentire un più agevole uso del segnalatore acustico senza staccare le mani dalla corona del volante); il coprivolante in vinilpelle, tipico accessorio presente in numerose auto, per facilitare la presa della corona nella guida; l'aletta parasole con specchietto incorporato nel lato passeggero; le maniglie passeggero stile Giardiniera; il fregio per il piano del cruscotto con scritta "FIAT NUOVA 500" in oro su fondo panna, oppure con scritta "cinquecento" e maniglia di plastica per il passeggero anteriore; i tappetini in gomma di vari colori (rosso, nero, ocra, avana, grigio, verde, azzurro) e in diversi pezzi (da 2 a 6); la mascherina anteriore interamente in alluminio o in plastica ma con i baffi in alluminio; la chiusura del cofano-motore con chiave; la chiusura del cofano anteriore con stemma smaltato FIAT rosso, triangolare, in alluminio lucidato e munito di chiave; il BLOSTER, antifurto, comandato a chiave, per bloccare l'articolazione dello sterzo (applicato lungo il devioluci con un morsetto a molla che agisce da sotto); il tappo del serbatoio della benzina munito di chiave; i rostri per i paraurti con rinforzo in gomma per attutire gli urti quotidiani dovuti alle nefaste azioni dei parcheggiatori distratti o poco attenti; il terminale di scarico cromato da applicare al tubo finale della marmitta, usato sia per ragioni estetiche sia per indirizzare il fumo di scarico più in basso; la "mensola" porta-oggetti in plastica nera, stile FIAT 600, da applicare sotto il cruscotto, lungo tutta la sua estensione; il gancetto appendiabiti (che poteva essere incorporato anche nelle maniglie passeggero); le foderine dei sedili in tessuto o in vimini; il gancio per tenere la capote semiaperta mentre l'auto è in movimento, al fine di garantire una maggiore aerazione dell'abitacolo (veniva applicato, al momento, tra il centro dell'asta anteriore del telaio e la parte alta del parabrezza).
Tutti questi optional, le abbondanti cromature di gran moda nei primi anni '60, e, come scriveva la rivista "Quattroruote" nel 1962, la linea riuscita, compatta e tondeggiante, decretarono il definitivo successo della 500. La sigla "D" era, adesso, la naturale e avanzata prosecuzione della vecchia FIAT Topolino 500 C: resterà in produzione fino al 1965.
- Codice telaio: Fiat 110 D Berlina 500
- Codice motore: 110 D 000

Da essa la Moretti ricavò la splendida 500 Coupé, prodotta in 25 000 esemplari.

### La "500 F"

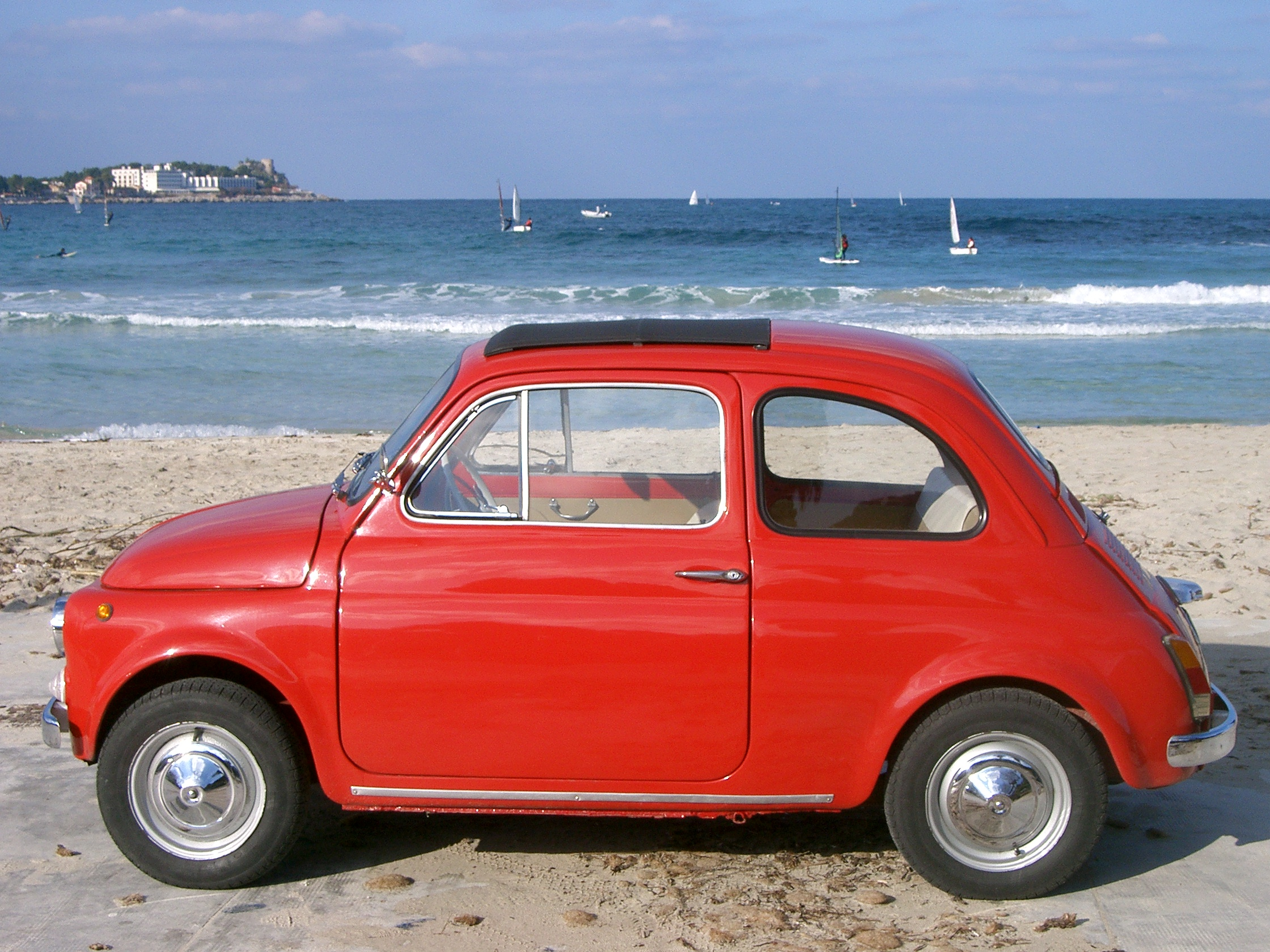
La fiancata di una FIAT Nuova 500 F del 1966, in cui sono visibili le modifiche e le semplificazioni estetiche rispetto al precedente modello D: cerniere delle porte anteriori; modanature d'alluminio assenti; nuove maniglie esterne a pulsante; parabrezza più alto e ampio; tetto posteriore integrato nello stampo del padiglione. Rimangono i dettagli cromati sotto gli sportelli e le coppe di vecchio disegno, anche se in acciaio e non più in alluminio lucidato

Nel 1965 viene presentata la Nuova 500 F, erede della "D", destinata a divenire negli anni la versione con il maggior numero di unità costruite. Le novità sono soprattutto estetiche: la più evidente l'inversione nell'apertura delle portiere, incernierate con 8 viti per porta da cui il termine "otto bulloni" che contraddistingue le prime F dal Marzo 1965 indicativamente fino a Novembre 1965 ovvero con numero di telaio di poco superiore il milione (questa versione è oggi molto ricercata per via di una produzione durata "solo" 10 mesi) ove si passerà poi alla classica incernieratura con 4 viti per porta.
Tale modifica, nel 1965, fu dovuta al Codice della strada che impose per tutti i modelli l'incernieratura delle porte anteriore, per una maggiore sicurezza. La FIAT adeguò quindi anche la 500 berlina, ma non la Giardiniera, che mantenne l'apertura invariata per tutta la produzione (fino al 1977), in quanto il Codice prevedeva una deroga per i veicoli commerciali. Anche se non esistono dati ufficiali, presumibilmente da Dicembre '65 la Fiat abbandona la configurazione delle cerniere a 8 viti e passa a quella standard a 4 viti, che da ora in poi rimarrà immutata fino all'ultimo esemplare di Fiat 500 prodotto. In queste prime serie del modello F, indicativamente fino a Gennaio '66, la Fiat riversa su questo nuovo modello parti e componenti originariamente destinati alla versione precedente D, oramai fuori produzione. Questo avviene per portare ad esaurimento le scorte componenti della D ancora presenti a magazzino.
È anche l'inizio dell'era della plastica, che sostituisce numerose parti in lamiera e metallo.
La carrozzeria è rivista molto più di quanto non sembri per la sola inversione delle porte. In pratica rimangono della scocca della 500 D solo il cofano motore e la parte frontale.

La scritta identificativa posteriore di una FIAT 500 F delle prime serie. In seguito sarà sostituita da una targhetta a barre orizzontali sovrapposte con la scritta "FIAT 500"

Cambiano anche altri dettagli importanti: il parabrezza è più ampio e offre maggiore visibilità; il tetto è costruito in pezzo unico con i montanti e non più imbullonato alle colonne; il fregio frontale è realizzato in un unico pezzo di plastica (dal 1967) e non ha più i baffi separati. I sedili anteriori sono abbattibili tramite un sistema formato da un tubo dentato su cui si aggancia una traversa che regge lo schienale.
Le maniglie delle portiere sono cromate e la loro forma è adatta al nuovo tipo di apertura; i copricerchi (o coppe) sono in acciaio (dal 1967) e non più in alluminio lucidato; i fari anteriori hanno le cornicette in metallo cromato (da luglio 1965) anziché in alluminio e adottano proiettori a fascio asimmetrico; le luci di posizione perdono le basette di alluminio come i fanali posteriori, ora di forma più squadrata; la capote si chiude con un solo gancio centrale di plastica nera anziché con i due piccoli gancetti metallici situati ai due lati del tetto; vengono eliminati il profilo in alluminio sul cofano anteriore e le modanature sulle fiancate; i tre interruttori della plancia (luci, illuminazione quadro, tergicristallo) sono allineati lungo il cruscotto; la tasca portaoggetti è in fibrite (una specie di cartone pressato spalmato) e ha dimensioni maggiori; il serbatoio non è più a cipolla ma cilindrico e la sua capacità sale a 22 litri. Il motore viene ancora rivisto nella fasatura ed eroga 18 cv. Le sospensioni vengono irrobustite e i semiassi sono di diametro maggiore. Anche l'impianto frenante viene potenziato e adotta cilindretti più grandi.

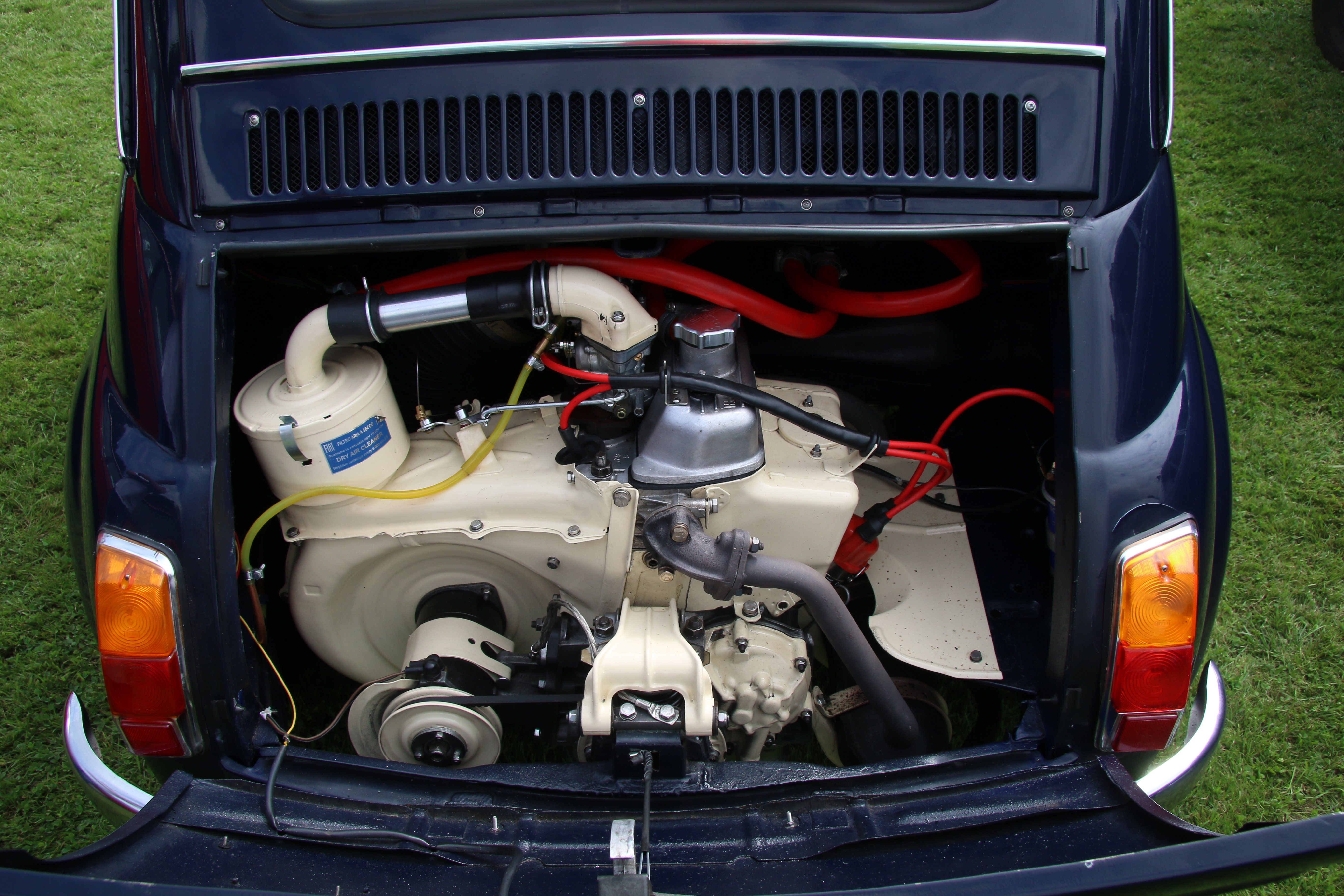
Motore di una Fiat 500

Nell'estate 1966 (fino al Telaio 1.211.123) la marmitta non è più a bussolotto come sulla D, ma a semigusci sovrapposti (riconoscibile per le estremità arrotondate) e la luce della targa viene realizzata in plastica e non più in alluminio lucidato (sostituita nel corso del 1966). Durante il 1967 i bracci dei tergicristalli cambiano forma, con lo snodo esterno e di conseguenza anche l'attacco delle spazzole aumenta di dimensione,  il castelletto sul tunnel del leveraggio aria motorino avviamento è imbullonato con 2 viti (che diventeranno una sola), anche l'attacco della panchetta posteriore mantiene le staffe a "L" tipiche della D, modificate nel corso del 1966. La griglia aria motore è inizialmente a 6 viti per poi passare a 3 tra il marzo e l'aprile del 1966. È esistita quindi una piccola interserie chiamata "6 viti" prodotta per circa 3 mesi (Gennaio - Aprile '66) con porte incernierate a "4 bulloni" e griglia aria a 6 viti.
Nell'ottobre 1968 appaiono alcune modifiche in concomitanza con l'arrivo della versione "L" che l'affiancherà. Scompare la scritta "Nuova 500" sul cofano posteriore e appare una targhetta orizzontale, a barre, con la scritta "Fiat 500" ed i sedili perdono la lunetta superiore beige e diventano in tinta unita. Dal febbraio 1970 la luce della targa (come sulla L) viene spostata più in alto. La produzione continua parallelamente a quella della L fino al novembre 1972, quando viene commercializzata l'ultima versione della "piccola grande auto", la 500 R.
- Codice telaio: Fiat 110 F Berlina 500
- Codice motore: 110 F 000

#### La "Bambina" neozelandese
La 500 assemblata in Nuova Zelanda, dalla Torino Motors di Noel Turner, fu rinominata Bambina. Era la versione F identica a quella italiana tranne che per qualche componente fabbricato in loco come marmitta, vetri e specchietti. La scritta Bambina era posta sul cruscotto. Il caratteristico logo è riportato anche nel modello Fiat 500F in scala 1:12 prodotto da Italeri.

### La "500 L"

Una pubblicità della 500 L del 1968. In basso a sinistra dell'immagine, è possibile veder riprodotta la targhetta identificativa del modello collocata sul cofano posteriore

Cambiano i tempi. La FIAT, visto il successo della 500 F, decide di apportare delle sostanziali modifiche estetiche alla piccola vettura, per renderla più rifinita e "lussuosa". Nasce allora, nell'agosto 1968, la 500 L.
La differenza più evidente è l'adozione di tubi cromati di rinforzo ai paraurti (il cosiddetto sistema ercolino), per offrire, alla vettura più piccola d'Italia, maggiore protezione nei parcheggi o nel traffico urbano.
All'esterno, oltre i rinforzi tubolari dei paraurti, le modifiche riguardano: tergicristalli, innestati a pressione e non più avvitati (saranno montati poi anche sulla successive serie della F che resta in produzione affiancata dalla L); fregio con i baffi sostituito dal più moderno stemma FIAT rettangolare; come nella F, clacson spostato più in basso, al supporto della balestra; targhetta identificativa con la scritta «FIAT 500 L» su due barre sovrapposte; coppe delle ruote meno bombate e di nuovo disegno più squadrato; cornici cromate al parabrezza, al lunotto (nelle guarnizioni nere) e sui gocciolatoi laterali.

Gli interni della FIAT 500 L. Si notino la moquette, il volante a razze, il cruscotto rettangolare tipo 850 Special e la plancia rivestita in plastica nera

All'interno la 500 L smentisce la leggendaria spartanità della 500 F e dei modelli precedenti con varie rifiniture: sedili reclinabili di serie (già offerti a pagamento sulla F) e con un disegno nuovo a righe; rivestimento del pavimento in moquette; plancia ricoperta da plastica nera; nuovo cruscotto con indicatore carburante, quasi identico a quello della 850, ma di colore nero anziché beige, con fondoscala 130 anziché 140; volante a razze nero con logo rosso FIAT nel pulsante clacson; levette di apertura delle porte di nuovo design e spostate nella parte inferiore; nuove manovelle degli alzacristalli; comode tasche portaoggetti in plastica nera inserite sui due pannelli anteriori degli sportelli; tunnel centrale rivestito in plastica nera e dotato di una vaschetta portaoggetti davanti alla leva del cambio.
La meccanica è la stessa della F. Per quanto riguarda la carrozzeria, questo modello seguirà, per ragioni economico-industriali, le modifiche apportate alla F nel corso della produzione: dal 1968 il clacson si sposta dal vano bagagli alla balestra; dal 1970 in alto della luce targa; dal luglio 1972 il cofano motore è tenuto aperto da un'astina anziché da una cinghia di gomma.
Anche gli optional introdotti sulla L, verranno estesi alla F: pneumatici radiali (dall'inizio produzione); antifurto-bloccasterzo (dal '70); rivestimento sedili in panno (dal '69). La gamma-colori si arricchisce di tinte in quel periodo all'ultima moda: nero e giallo. La produzione termina nel novembre 1972, quando la F e la L vengono sostituite dalla 500 R.
- Prezzo di listino nel settembre 1968: 525.000 lire

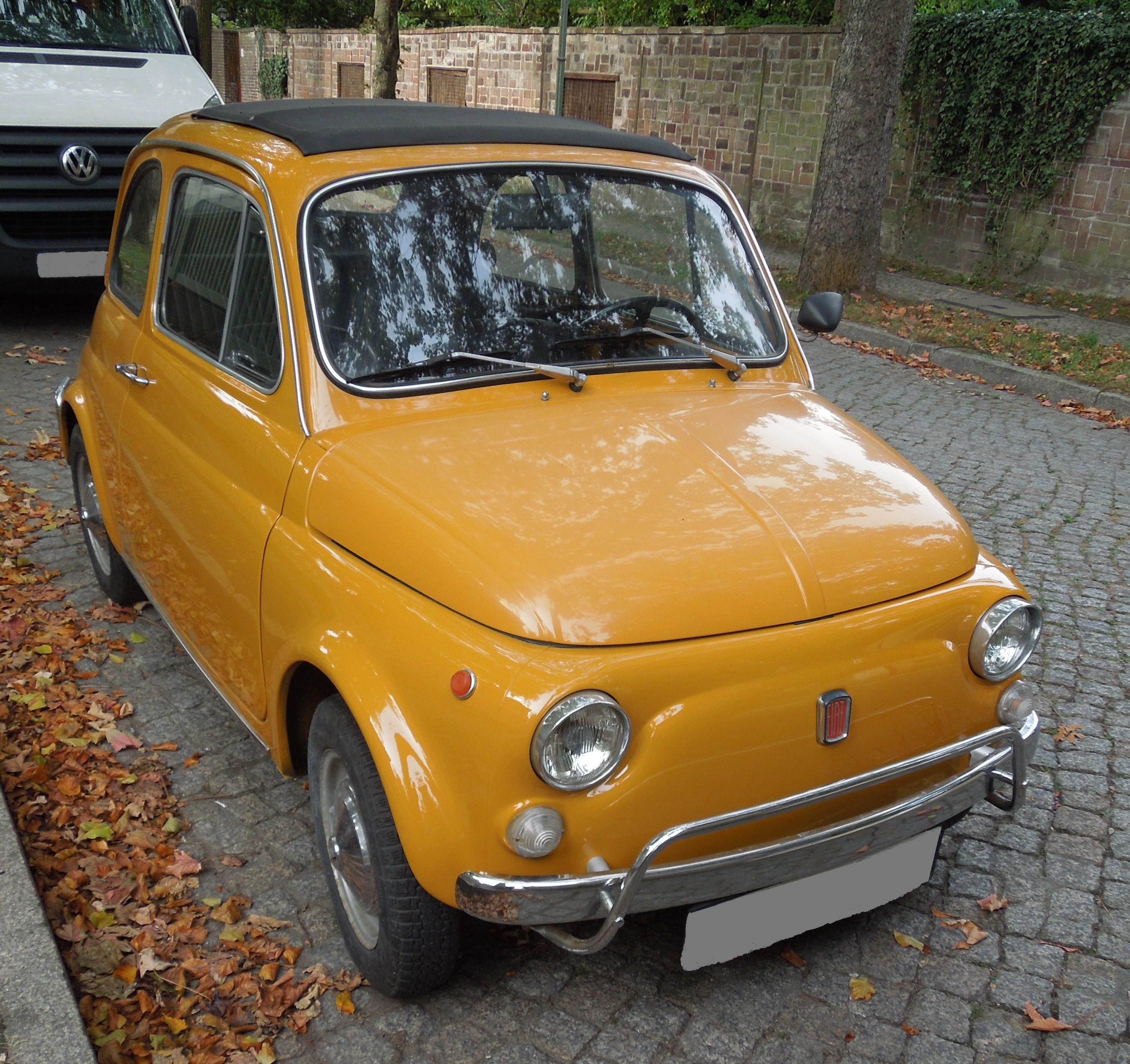
Fiat 500 L: Si noti il caratteristico arco paraurti cromato di questa versione

- Fiat 500 L: Si noti il caratteristico arco paraurti cromato di questa versioneCodice telaio: Fiat 110 F/L Berlina 500
- Codice motore: 110 F 000

### La "500 R"

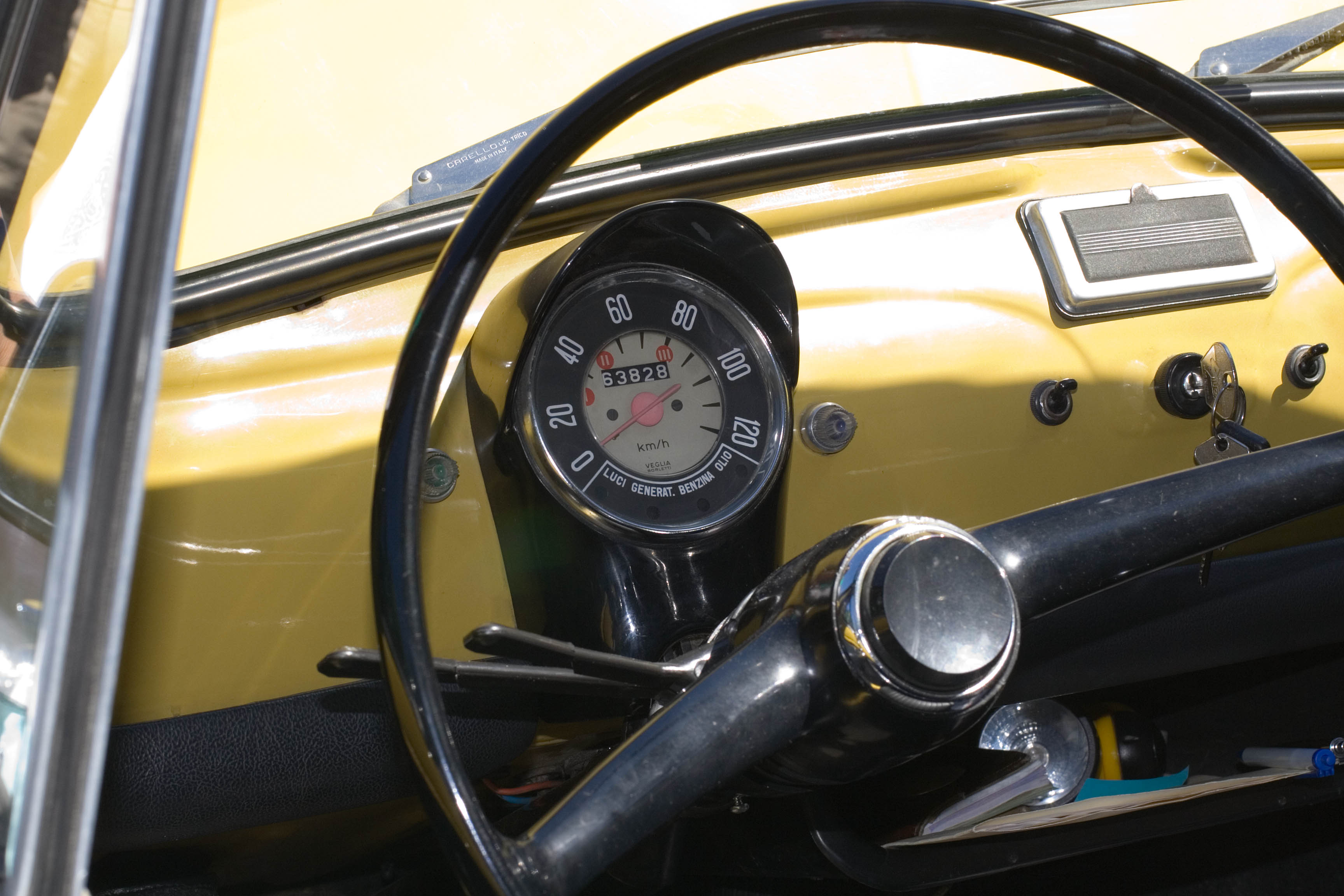
Gli interni di una FIAT 500 R del 1972. Sono visibili il cruscotto e il volante tipo F, di colore nero, nonché la nuova disposizione degli interruttori sulla plancia

Nel 1972 viene presentata al salone di Torino l'ultima versione, destinata a chiudere la longeva e intramontabile gamma delle 500: la 500 R, ossia "Rinnovata". Contemporaneamente è presentata anche la Fiat 126.
Il nuovo modello sostituisce le versioni F e L, che escono di produzione, e riprende i canoni delle prime 500: semplificazione e spartanità. Il motore però è quello impiegato sulla 126 prima serie: il bicilindrico delle F e L con cilindrata aumentata a 594 centimetri cubi. Sulla nuova 126 eroga 23 cavalli a 4 800 giri, sulla 500 R la potenza rimane quella delle precedenti versioni: 18 cavalli (a 4 000 giri anziché 4 400) e la coppia aumenta leggermente. Viene montato il rapporto al ponte più lungo (8/39) della Nuova 500 Sport, e unitamente al lievissimo aumento di coppia, la 500 R raggiunge finalmente i 100 km/h. Le caratteristiche all'esterno sono: soppressione di alcune cromature (come le modanature nei sottoporta); targhetta "FIAT 500" a barre sovrapposte sul cofano posteriore; cerchi ruote in lamiera stampata della 126, che, per la loro forma, non necessitano di coppe cromate; fregio FIAT a losanghe sul frontale.

Un'immagine pubblicitaria d'epoca della FIAT 500 R. Sono ben visibili il fregio frontale FIAT a losanghe e i cerchi in lamiera stampata tipo 126

All'interno invece sono evidenti: cruscotto tipo F ma di colore nero e con scala tachimetrica della Nuova 500 Sport, con circolini rossi delle velocità massime posti a 30, 50 e 80 km/h, in virtù delle marce più lunghe; volante tipo F ma nero; sulla plancia spie indicatori di direzione (a sinistra del cruscotto) e proiettori a piena luce (a destra), interruttore luci, commutatore d'accensione e interruttore tergicristallo: scompare così l'interruttore della luce del cruscotto, che ora si accende automaticamente con le luci di posizione; soppressione di tutte le rifiniture della L: plastica alla plancia, moquette, tasche alle portiere, portaoggetti sul tunnel, etc.; divanetto posteriore di nuovo fisso; sedili non più reclinabili e rivestiti di vinilpelle in tinta unita, senza nessuna cucitura. Tra gli optional rimangono solo gli pneumatici radiali, i sedili in panno e l'antifurto-bloccasterzo. Il prezzo, a causa dell'inflazione galoppante degli anni '70, sale vertiginosamente da 660.000 lire del 1972 a 1.064.000 lire del 1975, ultimo anno di produzione.
Gli anni Settanta saranno caratterizzati dall'avvento di forme più spigolose e squadrate, nonché da un uso più massiccio della plastica: la FIAT 126 prenderà il posto della 500 negli acquisti dell'epoca, ma non riuscirà mai, come aveva profeticamente dichiarato Dante Giacosa, a sovrapporsi alla vettura più amata d'Italia, capace ancora oggi di scatenare ricordi nostalgici e catturare l'attenzione divertita dei bambini.
- Prezzo di listino nel novembre 1972: 660.000 lire.
- Prezzo di listino nell'agosto 1975: 1.064.000 lire.
- Codice telaio: Fiat 110 F II Berlina 500
- Codice motore: 126 A5 000

## La produzione FIAT

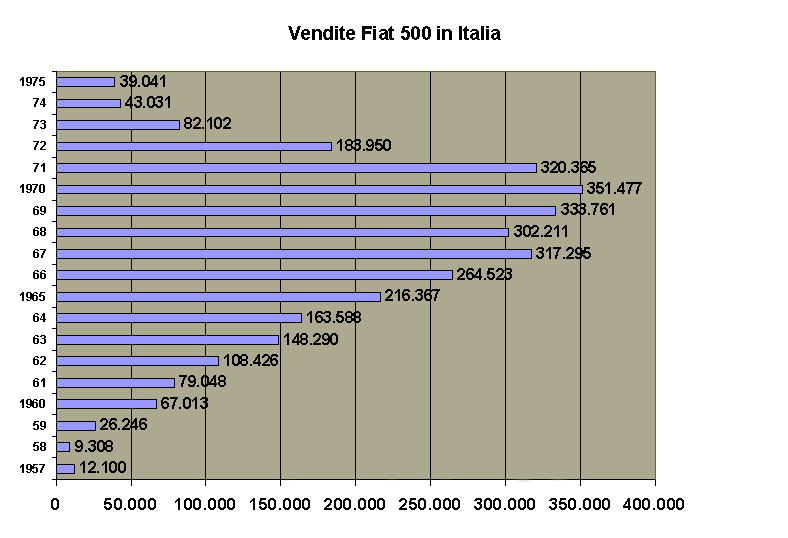
Diagramma vendite FIAT Nuova 500

La produzione dal 1971 avviene non solo a Torino ma anche a Desio nello stabilimento dell'Autobianchi per la 500 Giardinetta e in Sicilia a Termini Imerese in provincia di Palermo. In seguito viene spostata interamente nello stabilimento siciliano. L'ultimo esemplare, una "500 R" color turchese farfalla, esce dalle catene di montaggio SicilFIAT il 1º agosto del 1975, dopo 18 anni dal lancio della prima serie del 1957; l'ultimo esemplare costruito porta il numero di telaio 5.231.518.
Gli esemplari costruiti dal 1957 al 1975 sono:
- 500 berlina
  - 3 893 294 esemplari con marchio FIAT
  - 57 871 esemplari dalla Steyr-Daimler-Puch licenziataria austriaca;
  - 6 190 esemplari circa prodotti dalla Fiat Neckar dal 1959 al 1963, filiale tedesca (numero non ufficiale);
  - 5 000 esemplari circa prodotti dalla VW Motors, filiale neozelandese dal 1959 al 1969 (numero non ufficiale);
- 500 Giardiniera: 327 000 unicamente in Italia con marchio FIAT e Autobianchi.

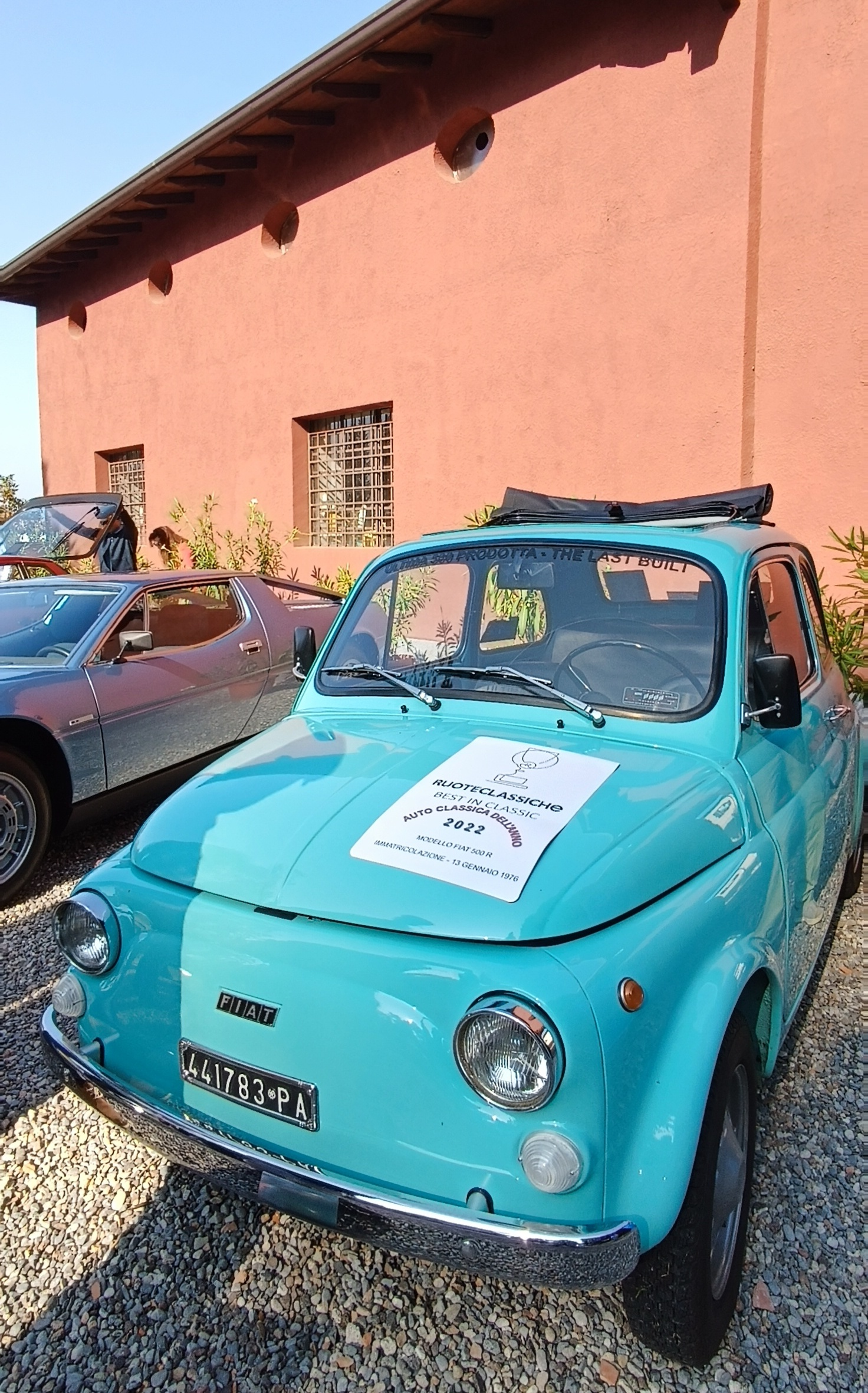
L'ultima Fiat Nuova 500, prodotta nel 1975 e immatricolata a Palermo

per un totale complessivo di oltre 4 250 000 esemplari.

### Cronologia delle versioni e degli allestimenti prodotti dalla FIAT
| versione                                               | modifiche                     | dal            | al             |
| ------------------------------------------------------ | ----------------------------- | -------------- | -------------- |
| I serie                                                |                               | luglio 1957    | settembre 1957 |
| I serie revisionata                                    | interni                       | settembre 1957 | novembre 1957  |
| II serie economica                                     | meccanica                     | novembre 1957  | marzo 1958     |
| II serie normale                                       | carrozzeria interni meccanica | novembre 1957  | marzo 1958     |
| II serie normale America                               | carrozzeria                   | dicembre 1957  | marzo 1958     |
| III serie economica                                    | interni meccanica             | marzo 1958     | luglio 1958    |
| III serie normale                                      | interni meccanica             | marzo 1958     | luglio 1958    |
| III serie normale America                              | carrozzeria                   | marzo 1958     | luglio 1958    |
| Sport I serie tetto rigido                             | carrozzeria interni meccanica | giugno 1958    | marzo 1959     |
| Sport I serie trasformabile                            | carrozzeria interni meccanica | giugno 1958    | marzo 1959     |
| Sport I serie trasformabile America                    | carrozzeria interni meccanica | giugno 1958    | marzo 1959     |
| IV serie economica                                     | interni meccanica             | luglio 1958    | marzo 1959     |
| IV serie normale                                       | interni meccanica             | luglio 1958    | marzo 1959     |
| IV serie normale America                               | carrozzeria                   | luglio 1958    | marzo 1959     |
| V serie trasformabile                                  | carrozzeria interni meccanica | marzo 1959     | marzo 1959     |
| V serie tetto apribile                                 | carrozzeria interni meccanica | marzo 1959     | marzo 1959     |
| V serie tetto apribile America                         | carrozzeria interni meccanica | marzo 1959     | marzo 1959     |
| V serie trasformabile America                          | carrozzeria                   | marzo 1959     | marzo 1959     |
| V serie tetto apribile America                         | carrozzeria                   | marzo 1959     | marzo 1959     |
| VI serie trasformabile                                 | carrozzeria interni           | marzo 1959     | luglio 1959    |
| VI serie tetto apribile                                | interni                       | marzo 1959     | luglio 1959    |
| VI serie trasformabile America                         | carrozzeria                   | marzo 1959     | luglio 1959    |
| VI serie tetto apribile America                        | carrozzeria                   | marzo 1959     | luglio 1959    |
| VII serie trasformabile                                | carrozzeria                   | luglio 1959    | luglio 1959    |
| VII serie tetto apribile                               | carrozzeria                   | luglio 1959    | ottobre 1959   |
| VII serie trasformabile rinnovata                      | interni                       | luglio 1959    | ottobre 1959   |
| VII serie trasformabile America                        | carrozzeria                   | luglio 1959    | novembre 1959  |
| VII serie tetto apribile America                       | carrozzeria                   | luglio 1959    | novembre 1959  |
| VII serie tetto apribile luxus (Germania)              | carrozzeria                   | settembre 1959 | novembre 1959  |
| VIII serie trasformabile                               | carrozzeria                   | ottobre 1959   | novembre 1959  |
| VIII serie tetto apribile                              | carrozzeria                   | ottobre 1959   | novembre 1959  |
| Sport II serie tetto rigido                            | carrozzeria interni meccanica | marzo 1959     | marzo 1959     |
| Sport II serie tetto apribile                          | carrozzeria interni meccanica | marzo 1959     | marzo 1959     |
| Sport II serie tetto apribile America                  | carrozzeria                   | marzo 1959     | marzo 1959     |
| Sport III serie tetto rigido                           | interni                       | marzo 1959     | luglio 1959    |
| Sport III serie tetto apribile                         | interni                       | marzo 1959     | luglio 1959    |
| Sport III serie trasformabile                          | interni                       | marzo 1959     | luglio 1959    |
| Sport III serie trasformabile e tetto apribile America | carrozzeria                   | marzo 1959     | luglio 1959    |
| Sport IV serie tetto rigido                            | carrozzeria                   | luglio 1959    | ottobre 1959   |
| Sport IV serie trasformabile e tetto apribile          | carrozzeria                   | luglio 1959    | ottobre 1959   |
| Sport IV serie trasformabile e tetto apribile America  | carrozzeria                   | luglio 1959    | novembre 1959  |
| Sport V serie tetto rigido                             | carrozzeria                   | ottobre 1959   | novembre 1959  |
| Sport V serie trasformabile e tetto apribile           | carrozzeria                   | ottobre 1959   | novembre 1959  |
| IX serie trasformabile                                 | carrozzeria interni           | novembre 1959  | ottobre 1960   |
| IX serie trasformabile                                 | carrozzeria                   | marzo 1960     | novembre 1960  |
| IX serie trasformabile tetto apribile                  | carrozzeria interni           | novembre 1959  | ottobre 1960   |
| IX serie trasformabile America                         | carrozzeria                   | novembre 1959  | ottobre 1960   |
| IX serie tetto apribile America                        | carrozzeria                   | novembre 1959  | ottobre 1960   |
| X serie trasformabile                                  | meccanica                     | ottobre 1960   | marzo 1961     |
| X serie trasformabile America                          | carrozzeria interni meccanica | ottobre 1960   | marzo 1961     |
| Sport VI serie tetto rigido                            | carrozzeria interni meccanica | novembre 1959  | ottobre 1960   |
| Sport VI serie trasformabile e tetto apribile          | carrozzeria interni meccanica | novembre 1959  | ottobre 1960   |
| Sport VI serie trasformabile e tetto apribile America  | carrozzeria                   | novembre 1959  | ottobre 1960   |
| D I serie                                              | carrozzeria interni meccanica | ottobre 1960   | novembre 1961  |
| D II serie                                             | carrozzeria interni           | novembre 1961  | luglio 1962    |
| D II serie America                                     | carrozzeria                   | novembre 1961  | luglio 1962    |
| D III serie                                            | interni                       | luglio 1962    | febbraio 1963  |
| D III serie America                                    | carrozzeria                   | luglio 1962    | febbraio 1963  |
| D VI serie                                             | interni                       | febbraio 1963  | gennaio 1964   |
| D VI serie America                                     | carrozzeria                   | febbraio 1963  | gennaio 1964   |
| D V serie                                              | meccanica                     | gennaio 1964   | settembre 1964 |
| D V serie America                                      | carrozzeria                   | gennaio 1964   | settembre 1964 |
| D VI serie                                             | carrozzeria                   | settembre 1964 | marzo 1965     |
| F I serie                                              | carrozzeria interni meccanica | marzo 1965     | aprile 1965    |
| F II serie                                             | carrozzeria                   | aprile 1965    | luglio 1965    |
| F III serie                                            | interni                       | luglio 1965    | novembre 1965  |
| F IV serie                                             | carrozzeria                   | novembre 1965  | marzo 1966     |
| F V serie                                              | carrozzeria                   | marzo 1966     | agosto 1968    |
| F VI serie                                             | interni                       | agosto 1968    | ottobre 1968   |
| F VII serie                                            | carrozzeria interni           | ottobre 1968   | febbraio 1970  |
| F VIII serie                                           | carrozzeria                   | febbraio 1970  | luglio 1970    |
| F IX serie                                             | interni                       | luglio 1970    | novembre 1972  |
| L I serie                                              | carrozzeria interni meccanica | agosto 1968    | febbraio 1970  |
| L II serie                                             | carrozzeria                   | febbraio 1970  | novembre 1970  |
| L III serie                                            | interni                       | novembre 1970  | novembre 1972  |
| R                                                      | carrozzeria interni meccanica | novembre 1972  | agosto 1975    |

### Abbinamento dei colori
|  | anni di produzione | colore                    | selleria in tessuto | selleria in vinilpelle |
|  | ------------------ | ------------------------- | ------------------- | ---------------------- |
|  | 1966-1970          | rosso corallo scuro (165) | ocra                | neri                   |
|  | 1972-1975          | bianco (233)              | rosso e blu         | rosso e nero           |
|  | 1972-1973          | avorio antico (234)       | ocra                | ocra e nero            |
|  | 1972-1975          | blu scuro (456)           | blu e ocra          | rosso e ocra           |
|  | 1972-1974          | azzurro chiaro (415)      | rosso               | ocra e nero            |
|  | 1974-1975          | turchese farfalla (463)   | rosso               | ocra e nero            |
|  | 1972-1975          | giallo Tahiti (276)       | ocra                | nero                   |
|  | 1974-1975          | giallo tufo (246)         | ocra                | neri                   |
|  | 1973-1974          | giallo Pechino (287)      | ocra                | nero                   |

## Caratteristiche tecniche
| Caratteristiche tecniche - Fiat Nuova 500 Normale del 1957                        | Caratteristiche tecniche - Fiat Nuova 500 Normale del 1957 | Caratteristiche tecniche - Fiat Nuova 500 Normale del 1957 | Caratteristiche tecniche - Fiat Nuova 500 Normale del 1957 | Caratteristiche tecniche - Fiat Nuova 500 Normale del 1957 | Caratteristiche tecniche - Fiat Nuova 500 Normale del 1957 |
| --------------------------------------------------------------------------------- | --- | --- | --- | --- | --- |
|                                                                                   | | | | | |
| Configurazione                                                                    | | | | | |
| Carrozzeria: berlinetta con tetto apribile                                        | Carrozzeria: berlinetta con tetto apribile | Posizione motore: posteriore | Posizione motore: posteriore | Trazione: posteriore | Trazione: posteriore |
| Dimensioni e pesi                                                                 | | | | | |
| Ingombri (lungh.×largh.×alt. in mm): 2945 × 1320 × 1325                           | Ingombri (lungh.×largh.×alt. in mm): 2945 × 1320 × 1325 | Ingombri (lungh.×largh.×alt. in mm): 2945 × 1320 × 1325 | Ingombri (lungh.×largh.×alt. in mm): 2945 × 1320 × 1325 | Diametro minimo sterzata: 8,60 m | Diametro minimo sterzata: 8,60 m |
| Interasse:                                                                        | Interasse: | Carreggiate: anteriore 1121 - posteriore 1135 mm | Carreggiate: anteriore 1121 - posteriore 1135 mm | Altezza minima da terra: 130 mm | Altezza minima da terra: 130 mm |
| Posti totali: 4                                                                   | Posti totali: 4 | Bagagliaio: 350 | Bagagliaio: 350 | Serbatoio: 21 l | Serbatoio: 21 l |
| Masse                                                                             | / in ordine di marcia: 485 kg | / in ordine di marcia: 485 kg | / in ordine di marcia: 485 kg | / in ordine di marcia: 485 kg | / in ordine di marcia: 485 kg |
| Meccanica                                                                         | | | | | |
| Tipo motore: 2 cilindri in linea, raffreddato ad aria                             | Tipo motore: 2 cilindri in linea, raffreddato ad aria | Tipo motore: 2 cilindri in linea, raffreddato ad aria | Cilindrata: (alesaggio × corsa = 66 × 70 mm), 479 cm³ | Cilindrata: (alesaggio × corsa = 66 × 70 mm), 479 cm³ | Cilindrata: (alesaggio × corsa = 66 × 70 mm), 479 cm³ |
| Distribuzione: a valvole in testa con aste e bilancieri e albero a camme laterale | Distribuzione: a valvole in testa con aste e bilancieri e albero a camme laterale | Distribuzione: a valvole in testa con aste e bilancieri e albero a camme laterale | Alimentazione: un carburatore Weber 26 IMB | Alimentazione: un carburatore Weber 26 IMB | Alimentazione: un carburatore Weber 26 IMB |
| Prestazioni motore                                                                | Potenza: 13,5 CV a 4.000 giri / Coppia: 2,8 kgm a 2.800 giri/min | Potenza: 13,5 CV a 4.000 giri / Coppia: 2,8 kgm a 2.800 giri/min | Potenza: 13,5 CV a 4.000 giri / Coppia: 2,8 kgm a 2.800 giri/min | Potenza: 13,5 CV a 4.000 giri / Coppia: 2,8 kgm a 2.800 giri/min | Potenza: 13,5 CV a 4.000 giri / Coppia: 2,8 kgm a 2.800 giri/min |
| Accensione: a spinterogeno                                                        | Accensione: a spinterogeno | Accensione: a spinterogeno | Impianto elettrico: | Impianto elettrico: | Impianto elettrico: |
| Frizione: monodisco a secco                                                       | Frizione: monodisco a secco | Frizione: monodisco a secco | Cambio: a 4 marce + RM non sincronizzate | Cambio: a 4 marce + RM non sincronizzate | Cambio: a 4 marce + RM non sincronizzate |
| Telaio                                                                            | | | | | |
| Corpo vettura                                                                     | scocca autoportante | scocca autoportante | scocca autoportante | scocca autoportante | scocca autoportante |
| Sterzo                                                                            | con vite a rullo | con vite a rullo | con vite a rullo | con vite a rullo | con vite a rullo |
| Sospensioni                                                                       | anteriori: a ruote indipendenti, balestra trasversale inferiore, bracci triangolati inferiori e ammortizzatori idraulici telescopici / posteriori: a ruote indipendenti, bracci triangolati oscillanti, molloni elicoidali e ammortizzatori idraulici telescopici | anteriori: a ruote indipendenti, balestra trasversale inferiore, bracci triangolati inferiori e ammortizzatori idraulici telescopici / posteriori: a ruote indipendenti, bracci triangolati oscillanti, molloni elicoidali e ammortizzatori idraulici telescopici | anteriori: a ruote indipendenti, balestra trasversale inferiore, bracci triangolati inferiori e ammortizzatori idraulici telescopici / posteriori: a ruote indipendenti, bracci triangolati oscillanti, molloni elicoidali e ammortizzatori idraulici telescopici | anteriori: a ruote indipendenti, balestra trasversale inferiore, bracci triangolati inferiori e ammortizzatori idraulici telescopici / posteriori: a ruote indipendenti, bracci triangolati oscillanti, molloni elicoidali e ammortizzatori idraulici telescopici | anteriori: a ruote indipendenti, balestra trasversale inferiore, bracci triangolati inferiori e ammortizzatori idraulici telescopici / posteriori: a ruote indipendenti, bracci triangolati oscillanti, molloni elicoidali e ammortizzatori idraulici telescopici |
| Pneumatici                                                                        | 125/12 | 125/12 | 125/12 | 125/12 | 125/12 |
| Prestazioni dichiarate                                                            | | | | | |
| Velocità: 85 km/h                                                                 | Velocità: 85 km/h | Velocità: 85 km/h | Accelerazione: 55,2 s sul km da fermo | Accelerazione: 55,2 s sul km da fermo | Accelerazione: 55,2 s sul km da fermo |
| Consumi                                                                           | medio 4,5 l/100 km | medio 4,5 l/100 km | medio 4,5 l/100 km | medio 4,5 l/100 km | medio 4,5 l/100 km |
| Fonte dei dati: Quattroruote, gennaio 1958                                        | | | | | |

## Le derivate

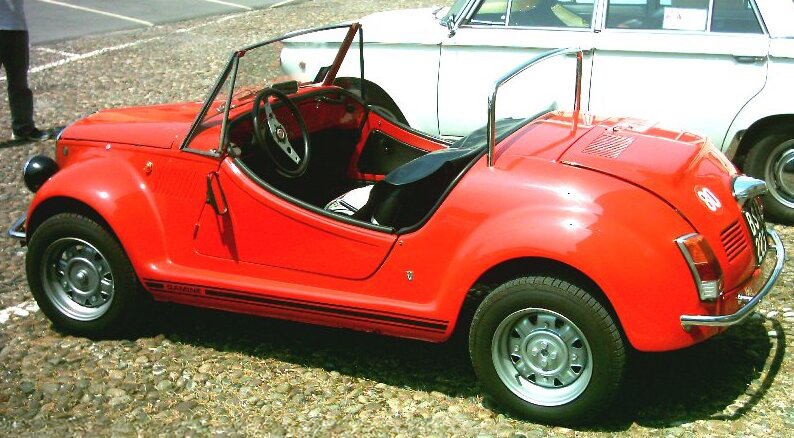
Una Fiat 500 Vignale Gamine del 1971

La Nuova 500 è stata oggetto di tante versioni "speciali", ovvero versioni costruite in piccola serie, destinate alla nascente categoria delle "automobiliste", oppure ad esaudire una richiesta elitaria e, fino ad allora, inimmaginabile: la seconda macchina.
Alcune versioni erano caratterizzate da modifiche apportate soprattutto alla meccanica. Allestite dai preparatori, in particolare Abarth e Giannini, entrarono subito nel mito e furono vittoriose in molte competizioni.
Accanto alle versioni più sportive ci furono altre versioni meno note al grande pubblico e che costituiscono oggi, come al momento della loro presentazione, vere rarità, sia a causa del loro prezzo troppo elitario (contraddizione all'epoca eccessiva per un'auto nata come popolare), sia per la scarsa volontà, da parte di varie aziende automobilistiche e carrozzieri professionisti, di investire in un modello che garantiva un basso margine di miglioramento a causa sia della forte caratterizzazione del volume interno, sia del notevole vincolo del telaio, che poco spazio lasciava alle caratterizzazioni estetiche e meccaniche. 

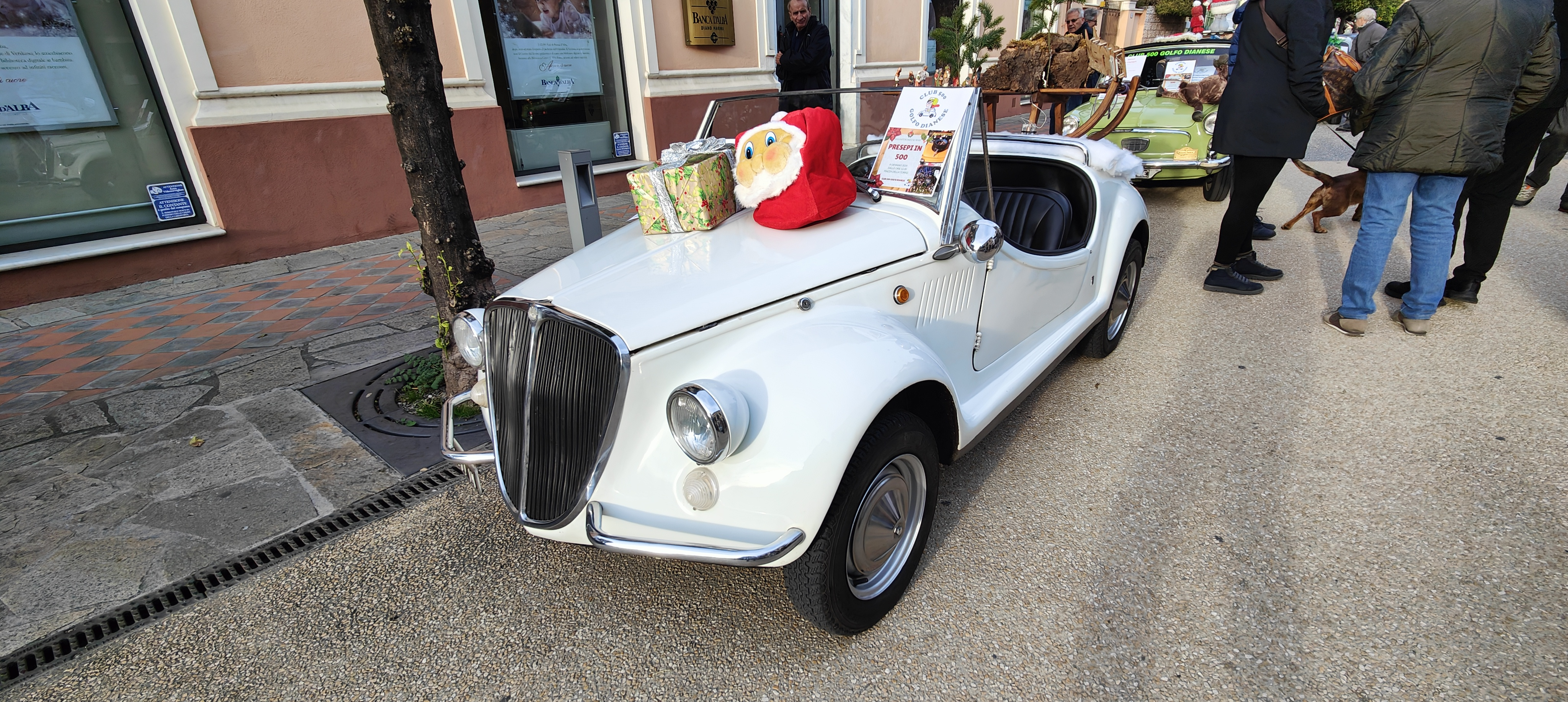
L'originale frontale della Gamine. Questa vettura fu prodotta in 700 esemplari dal 1967 al 1970

Tuttavia l'elenco delle versioni speciali è di tutto rispetto oltre la Vignale Gamine: la Francis Lombardi My Car, la Scioneri, la Ghia Jolly, la Frua spider, la Canta, la Viotti, la Monterosa Cabriolet, la Siata Trasformabile, la Ferves Ranger. Ci furono persino prototipi realizzati da Bertone, Pininfarina, Allemano, Savio, Boano ecc.
Si ricorda inoltre la versione estera, prodotta su licenza Fiat, dall'austriaca Steyr-Daimler-Puch.

### Abarth 500
La Nuova 500 venne elaborata nella meccanica dalla Abarth di Torino. Le versioni elaborate si prestavano all'uso su strada e su pista, dove furono vittoriose in diverse competizioni.

### Giannini 500
Nel 1963 il costruttore romano Giannini iniziò la personalizzazione della piccola di casa Fiat, diventando il massimo concorrente dell'Abarth.

### Francis Lombardi 500 My Car
La 500 My Car fu una versione della piccola utilitaria sviluppata della carrozzeria vercellese Francis Lombardi tra il 1967 e il 1971. Non fu la sola Nuova 500 modificata dal carrozziere piemontese, ma fu l'unica ad avere un buon successo commerciale.

### Steyr-Puch 500
L'azienda austriaca Steyr-Daimler-Puch costruì una versione della Nuova 500 su licenza Fiat.

### Cronologia delle versioni derivate
| versione                                     | modifiche               | dal           | al            |
| -------------------------------------------- | ----------------------- | ------------- | ------------- |
| Fiat nuova 500 Canta Copupé                  | carrozzeria             | novembre 1957 | novembre 1957 |
| Fiat Nuova 500 Francis Lombardi Spider       | carrozzeria             | novembre 1957 | novembre 1957 |
| Fiat Nuova 500 Frua Spider                   | carrozzeria             | novembre 1957 | novembre 1957 |
| Fiat Nuova 500 Ghia Jolly                    | carrozzeria             | novembre 1957 | novembre 1957 |
| Fiat Nuova 500 Monterosa                     | carrozzeria             | novembre 1957 | novembre 1957 |
| Fiat Nuova 500 Moretti Coupé                 | carrozzeria             | novembre 1957 | novembre 1957 |
| Fiat Nuova 500 Moretti Camping               | carrozzeria             | novembre 1957 | novembre 1957 |
| Fiat Nuova 500 Savio                         | carrozzeria             | novembre 1957 | novembre 1957 |
| Fiat Nuova 500 Siata Spyder                  | carrozzeria - motore    | novembre 1957 | novembre 1957 |
| Fiat Nuova 500 Vignale Spider Miki Mouse     | carrozzeria             | novembre 1957 | novembre 1957 |
| Fiat Nuova 500 Viotti Berlinetta             | carrozzeria             | novembre 1957 | novembre 1957 |
| Fiat Nuova 500 Zagato GT Coupé Abarth Sport  | carrozzeria - motore    | novembre 1957 | novembre 1957 |
| Fiat nuova 500 Pininfarina Berlinetta Abarth | carrozzeria - motore    | novembre 1957 | novembre 1957 |
| Fiat Nuova 500 Boano Spiaggia                | carrozzeria             | 1957          | 1957          |
| Fiat Nuova 500 Abarth Record                 | motore                  | 1958          | 1958          |
| Fiat Nuova 500 Abarth Pininfarina Record     | carrozzeria             | 1958          | 1958          |
| Fiat Nuova 500 GT Coupé Zagato               | carrozzeria             | 1958          | 1958          |
| Fiat Nuova 500 Ghia Jolly                    | carrozzeria             | 1958          | 1962          |
| Fiat Nuova 500 Ghia Jolly USA                | carrozzeria             | 1958          | 1958          |
| Mantelli Nuova 500 berlina                   | carrozzeria             | 1958          | 1958          |
| Fiat Nuova 500 Savio Spider Elegance         | carrozzeria             | 1958          | 1958          |
| Fiat Nuova 500 Scioneri Elaborata            | carrozzeria e meccanica | 1958          | 1958          |
| Fiat Nuova 500 Vignale Minnie                | carrozzeria             | 1958          | 1958          |
| Abarth 500 GT sport Coupé Zagato             | carrozzeria             | 1958          | 1958          |
| Fiat Nuova 500 Bosato Sport Aerodinamica     | carrozzeria             | 1958          | 1958          |
| Abarth 500 Pininfarina Record                | carrozzeria             | 1959          | 1959          |
| Fiat Nuova 500 Francis Lombardi Utily        | carrozzeria             | 1959          | 1959          |
| Patriarca 500                                | carrozzeria             | 1959          | 1959          |
| R Special                                    | prototipo               | aprile 1974   | aprile 1974   |

## Imprese
- Nel 2005 una "500 R" del 1973 ha percorso l'intera distanza di 16.000 chilometri tra Bari e Pechino, Cina. Guidata da Danilo Elia e Fabrizio Bonserio, la piccola 500 ha attraversato mezza Europa, la steppa del Kazakistan, la taiga della Siberia fino a Vladivostok, Russia, per poi essere imbarcata per Pechino. Del viaggio è stato pubblicato il libro La Bizzarra Impresa - in Fiat 500 da Bari a Pechino, ISBN 88-7480-088-6. Nel 2007 la stessa 500 guidata da Elia e Zivile Linkeviciute ha coperto 10.300 chilometri intorno al Mediterraneo, arrivando a toccare le dune del Sahara.[14]
- Nel 1964 una 500 D è stata usata in Antartide dal Departement of Industrial and Scientific Research della Nuova Zelanda, colorata di arancione per l'occasione, fu soprannominata "Snow Kitten" (Gattina delle Nevi), nel 1965 tornò in Nuova Zelanda e venne revisionata, riverniciata e rivenduta.

## Nella cultura popolare

### Cinema
In campo cinematografico esistono innumerevoli citazioni della Fiat Nuova 500, come nei film 500!, James Tont operazione U.N.O., Auguri professore, Giovannona coscialunga, disonorata con onore, nello sceneggiato televisivo Linda e il brigadiere (dove nella prima serie venne usata una versione L e nella seconda e terza una R) o nei film d'animazione Cars - Motori ruggenti e in diversi episodi di Lupin III.

### Fumetti
Una Fiat 500 (ribattezzata per l'occasione "400") è al centro della storia Disney La vendetta di Amelia, pubblicata su Topolino nel 1984.

### Musica
Tony Tammaro ha composto negli anni novanta il brano A cinquecento. Elio e Le Storie Tese hanno pubblicato all'interno dell'album Italyan, Rum Casusu Çikti del 1992 una canzone dedicata alla Fiat 500, intitolata "Cinquecento", per la durata di un minuto e trentaquattro secondi. Umberto Tozzi cita la Fiat 500 in una canzone "luci ed ombre", inserita nell'album Tozzi (album) : "la cinquecento di papà e chi la cambia finché va, e poi quanti ricordi ha!" Raccontando un incidente avvenuto in Toscana dallo stesso Tozzi.

### Libri
- Abarth 595 695, di Elvio Deganello e Renato Donati, ed. Giorgio Nada, 2002 ISBN 88-7911-287-2
- (FR)  Album Fiat 500, di J.J. de Galkowsky, ed. EPA Edition ISBN 2-85120-470-X
- (FR)  Autopassion Hors Serie, ed. Auto collection n. 22
- (EN)  Fiat & Abarth 500, 600 & Seicento, di Malcolm Bobbit, ed. Veloce Publishing Plc ISBN 1-903706-69-6
- (EN)  Fiat & Abarth 500/600 Colour Family Album, di David Sparrow e Andrea Sparrow, ed. Veloce Publishing Plc, 1998, ISBN 1-874105-80-4
- (DE)  Fiat 500, 600 und Topolino 1936-1975, di Walter Zeichner, ed. Schrader Verlag, 1989 ISBN 3-922617-26-3
- Fiat 500, di Elvio Deganello, ed. Giorgio Nada, 2002 ISBN 88-7911-069-1
- (DE)  Fiat 500, di Alessandro Sannia, ed. Motorbuch, 2007, ISBN 978-3-613-02825-8
- Fiat 500: Articoli e prove dal 1957 al 1975. Il meglio di Quattroruote, a cura di Ruoteclassiche, Editoriale Domus, Rozzano (MI), 2005 ISBN 88-7212-504-9
- (HU)  Fiat 500 - az apró, mégis óriási legenda, di Alessandro Sannia, ed. Alexandra, 2006, ISBN 963-369-555-4
- (IT, EN)  Fiat 500 - by the people for the people, di Alessandro Sannia, ed. All Media, 2007, ISBN 88-903002-0-5
- (NL)  Fiat 500 - de kleine grote mythe, di Alessandro Sannia, ed. Rebo, 2006, ISBN 90-366-1875-4
- Fiat 500 fuoriserie, di Alessandro Sannia, ed. All Media, 2003
- Fiat 500 (genio di un'epoca), di Ugo Castagnotto e Anna Maria Quarona, ed. Lindau, 1992 ISBN 88-7180-039-7
- (IT, EN)  Fiat 500: Guida all'acquisto - Buyer's Guide, di Alessandro Sannia, ed. All Media, 2009 ISBN 978-88-903002-3-3
- Fiat 500 - guida al restauro, di Marcello Lo Vetere e Italo Grossi, ed. Giorgio Nada, 2003 ISBN 88-7911-209-0
- Fiat 500 l'auto del miracolo economico, quattroruote collection 2008
- (EN)  Fiat 500 Gold Portfolio 1936-1972, di RM Clarke, ed. Brooklands ISBN 1-85520-246-8
- (IT, EN)  Fiat 500: la Guida - the Guide, di Alessandro Sannia, ed. All Media, 2003
- (IT, EN)  Fiat 500 - l'evoluzione del mito, di Alessandro Sannia, ed. Gribaudo, 2007, ISBN 978-88-7906-385-2
- (IT, EN)  Fiat 500 - piccolo grande mito, di Alessandro Sannia, ed. Gribaudo, 2005, ISBN 88-7906-020-1
- (EN)  Fiat 500 & 600 - The essential buyer's guide, di Malcolm Bobbit, ed. Veloce Publishing Plc ISBN 978-1-84584-147-8
- Fiat 500 story collection, a cura di Elvio Deganello, ed. Hachette
- (EN)  Fiat-based Abarths, di David Sparrow e Andrea Sparrow, ed. Veloce Publishing Plc, ISBN 978-1-904788-82-9
- (EN)  Great small Fiats, di Phil Ward, ed. Veloce Publishing Plc, 2007, ISBN 978-1-84584-133-1
- I miei 40 anni alla Fiat, di Dante Giacosa
- Il grande libro delle giardinette Fiat, di Alessandro Sannia, ed. Giorgio Nada, 2007, ISBN 978-88-7911-401-1
- Il grande libro delle piccole Fiat, di Alessandro Sannia, ed. Giorgio Nada, 2008, ISBN 978-88-7911-439-4
- Io Franco Giannini vi racconto, di Franco Giannini
- La 500, di Romano Strizioli, ed. Bacchetta
- La Fiat 500 - Storia di un mito, di Stefano Parenti, ed. Polo Books ISBN 88-87577-26-9
- La Fiat Nuova 500, di Enzo Altorio, ed. Automitica, 2005 ISBN 88-86304-00-5
- (FR)  La Fiat 500 de mon père, di Lauvrey - Le Fay, ed. E.T.A.I. 1998 ISBN 2-7268-8178-5
- Le Giannini, di Enzo Altorio, ed. Automitica
- Progetti alla Fiat prima del computer, di Dante Giacosa, ed. Automobilia ISBN 88-85880-00-2
- (FR)  Revue Technique Automobile 500, D, F, L, ed. E.T.A.I.
- (IT) Tutti i colori della 500, di Enrico Bo, ed. 500 Club Italia Edizioni ISBN 978-88-905495-1-9

### Saggi
- Matteo Troilo, Giovani e automobili nell'Italia del «boom economico». Dalla 500 allo «Squalo» in Hans Ulrich Schiedt, Laurent Tissot, Christoph Maria Merki, Rainer C. Schwinges (Hg.), Verkehrsgeschichte – Histoire des transports, Schweizerische Gesellschaft für Wirtschafts und Sozialgeschichte – Société Suisse d'histoire économique et sociale, Band 25, 2010, pp. 317–325.

### Letteratura
- Danilo Elia, La Bizzarra Impresa - in Fiat 500 da Bari a Pechino, Vivalda editori, 2005, ISBN 88-7480-088-6